# Bouriatie
La Bouriatie (russe : Бурятия, Bouriatia), en forme longue la république de Bouriatie (russe : Республика Бурятия, Respoublika Bouriatia, [rʲɪsˈpublʲɪkə bʊˈrʲætʲɪjə] ; bouriate de Russie : Буряад Улас, Bouriaad Oulas, [bʊˈrʲɑːt ʊˈlɑs]), est un sujet, en tant que république, de Russie, situé dans le district fédéral extrême-oriental, dont sa capitale est la ville d'Oulan-Oudé. Rosstat lui attribue le code 03, et son code d'immatriculation est 81. Terre des Bouriates, plus important groupe ethnique minoritaire de Sibérie, leur langue le bouriate est co-officielle avec le russe dans la république.
Située à la rencontre des paysages steppiques d'Asie centrale, de la taïga de Sibérie orientale et du lac Baïkal, la mer sacrée des Bouriates, la Bouriatie se trouve dans la région montagneuse et steppique de Transbaïkalie, région aussi appelée Daourie. Peuplée par des peuples mongols à la Préhistoire, elle rentre sous la domination des Xiongnu en 220 av. J.-C., une confédération de peuples nomades. Elle est ensuite conquise tour à tour par les Xianbei, le khanat des Ruanruan, le Khaganat kirghize du Ienisseï puis par la dynastie Liao au tournant du second millénaire. Elle est l'une des premières régions à rentrer dans l'Empire mongol lors de sa fondation en 1206. Par la suite, la dynastie Yuan du Nord récupère la région jusqu'au XVIIe siècle. À ce moment-là, les colons russes de la conquête de la Sibérie pénètrent sur le territoire, y établissant les premières colonies. En 1729, le traité de Kiakhta définit la frontière russe avec la dynastie Qing, et la Bouriatie devient russe. Dès lors, elle est successivement une partie de gouvernement de Sibérie, du gouvernement d'Irkoutsk, puis de l'oblast de Transbaïkalie. Après la guerre civile russe, la république socialiste soviétique autonome bouriate-mongole est proclamée en 1923 au sein de la RSFS de Russie. Lors de l'effondrement de l'URSS, la RSSA bouriate devient la république de Bouriatie au sein du nouvel État russe.
En 2024, sa population s'élevait à 971 922 habitants, en stagnation depuis les années 1980. La population est inégalement répartie, avec une densité moyenne de 2,77 habitants/km2, avec une population urbaine à hauteur de 59,3 %, en grande partie dans la capitale Oulan-Oudé. Les Russes y sont majoritaires, avec 59,45 % de la population, tandis que les Bouriates ne représentent que 30,61 % d'après le recensement de 2021. Les religions sont diverses, avec un cinquième de la population qui est bouddhiste.
Région agricole et industrielle, son économie reste encore peu développée, avec un produit régional brut en 2021 d'environ 1 000 milliards de roubles, soit le 62e des 85 sujets russes, et un taux de chômage de 9,6 %. Toutefois, elle dispose d'un secteur touristique en développement, grâce au lac Baïkal, plus grande réserve d'eau douce liquide de la planète et plus profond lac au monde, classé au patrimoine mondial de l'UNESCO, tout comme les paysages de la Daourie, site transfrontalier avec la Mongolie voisine. La Bouriatie a en général un patrimoine naturel important, avec de grandes réserves comme le parc national de la Tounka, la réserve naturelle de Bargouzine ou la réserve naturelle du Baïkal. Son patrimoine est aussi culturel, grâce au patrimoine bouddhiste, tel que le datsan d'Ivolguinsk, mais aussi grâce au patrimoine russe, avec les Semeiskie, communauté de « Vieux-Croyants », dont son espace culturel et sa culture orale est sur la liste de l'UNESCO du patrimoine culturel immatériel de l’humanité.

## Géographie

### Situation

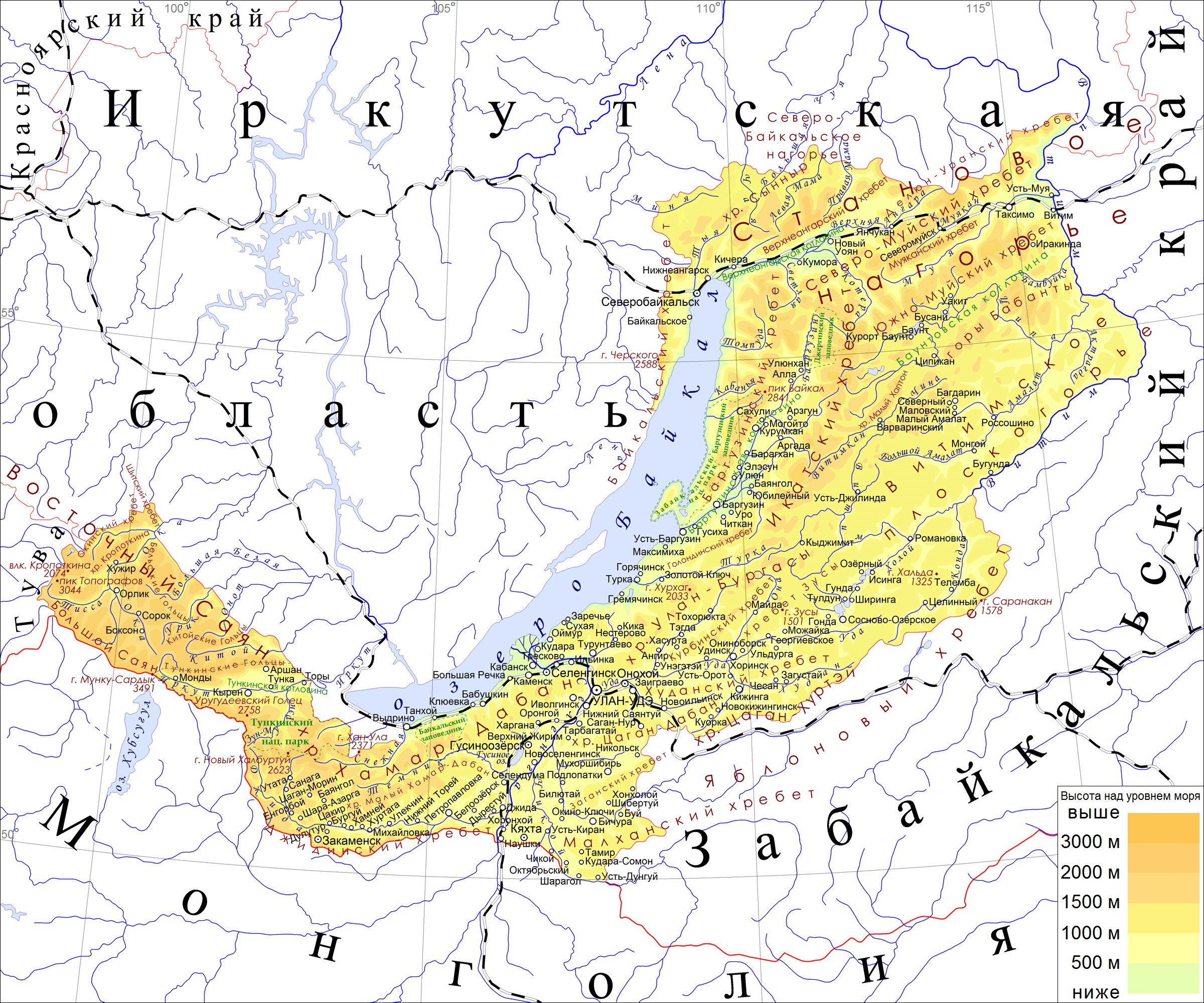
Carte topographique de la Bouriatie.

Couvrant une superficie de 351 334 km2, la république de Bouriatie se situe en Asie du Nord dans le sud de la Sibérie orientale. Elle compose 2,1 % de la superficie de la fédération de Russie, et 5,05 % du district fédéral extrême-oriental, soit le quatrième sujet le plus petit sur 11 du district, avec une superficie comparable au territoire allemand. La Bouriatie est situé dans le centre nord de l'Asie, bordant l'oblast d'Irkoutsk et la république de Touva à l'ouest. Au sud, elle borde la Mongolie, et à l'est le kraï de Transbaïkalie,. Elle possède un territoire s'étendant entre le 49e et le 57e parallèle nord, soit aux mêmes latitudes que la Grande-Bretagne, ainsi qu'entre le 98e et le 116e méridien est.

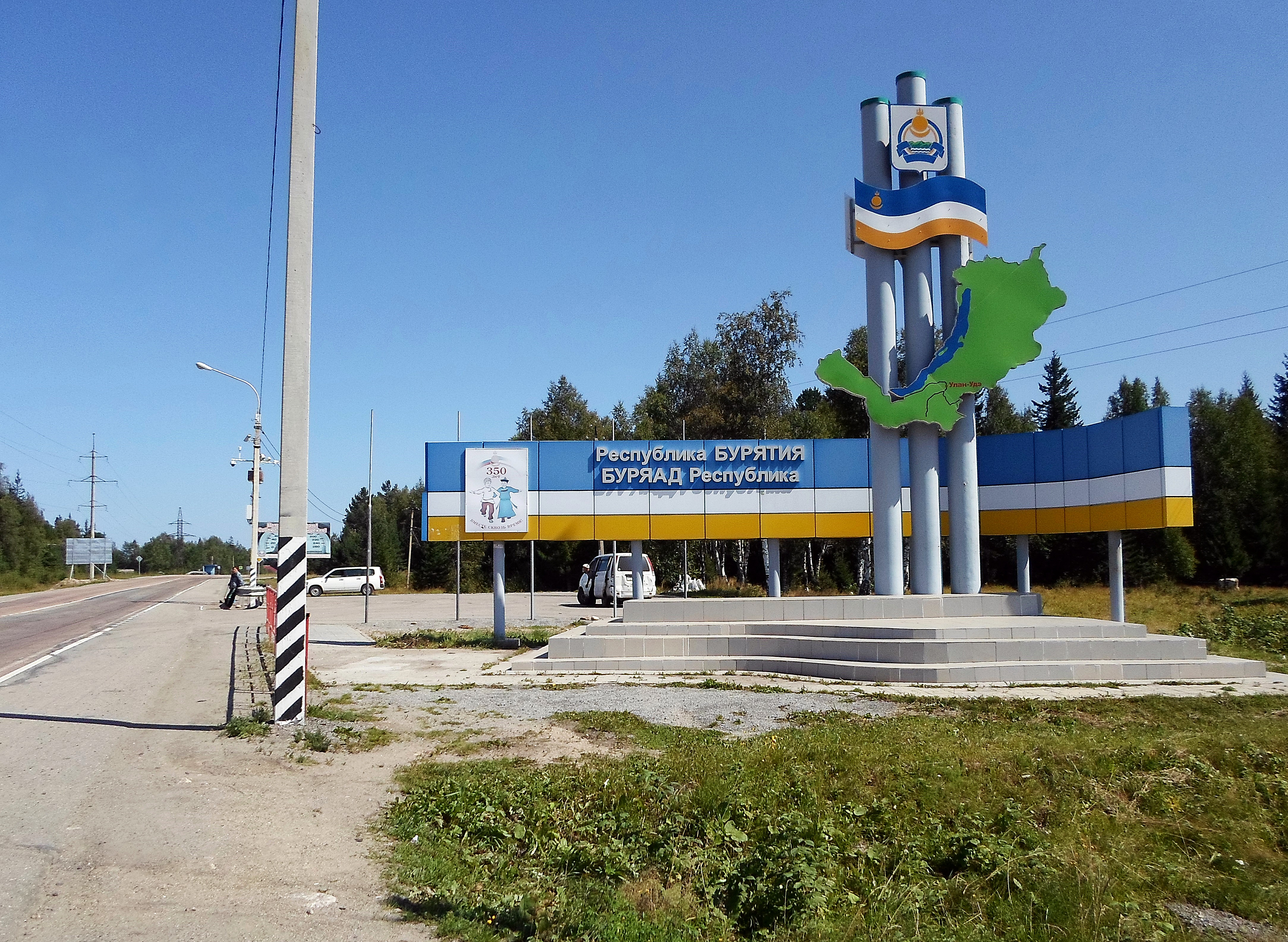
Entrée en Bouriatie non loin du lac Baïkal, près de Vydrino.

La république possède une grande façade littorale sur la « mer sacrée » des Bouriates, le lac Baïkal. Vieux de 30 millions d'années, il contient près de 20 % des réserves d'eau douce de la planète, et il collecte la grande majorité des eaux de Bouriatie. Près de la moitié des 2 125 kilomètres de littoraux sont bouriates, avec des paysages variés tout le long, entre montagnes, delta et plaines. Les forêts occupent 73 % de son territoire, les terres agricoles 11 %, les pâturages et steppes 9 %, et les masses d'eau 6 %. La Bouriatie fait partie de la Transbaïkalie, région montagneuse russe située à l'est du Baïkal, avec de nombreux massifs s'élevant sur tout son territoire. L'extrême ouest est occupé par une autre région montagneuse, le massif des Saïans, avec le point culminant de la région, le Mounkou Sardyk et ses 3 491 mètres. Le point le plus bas est le littoral du Baïkal, à 455 mètres.

Paysages de la Bouriatie :
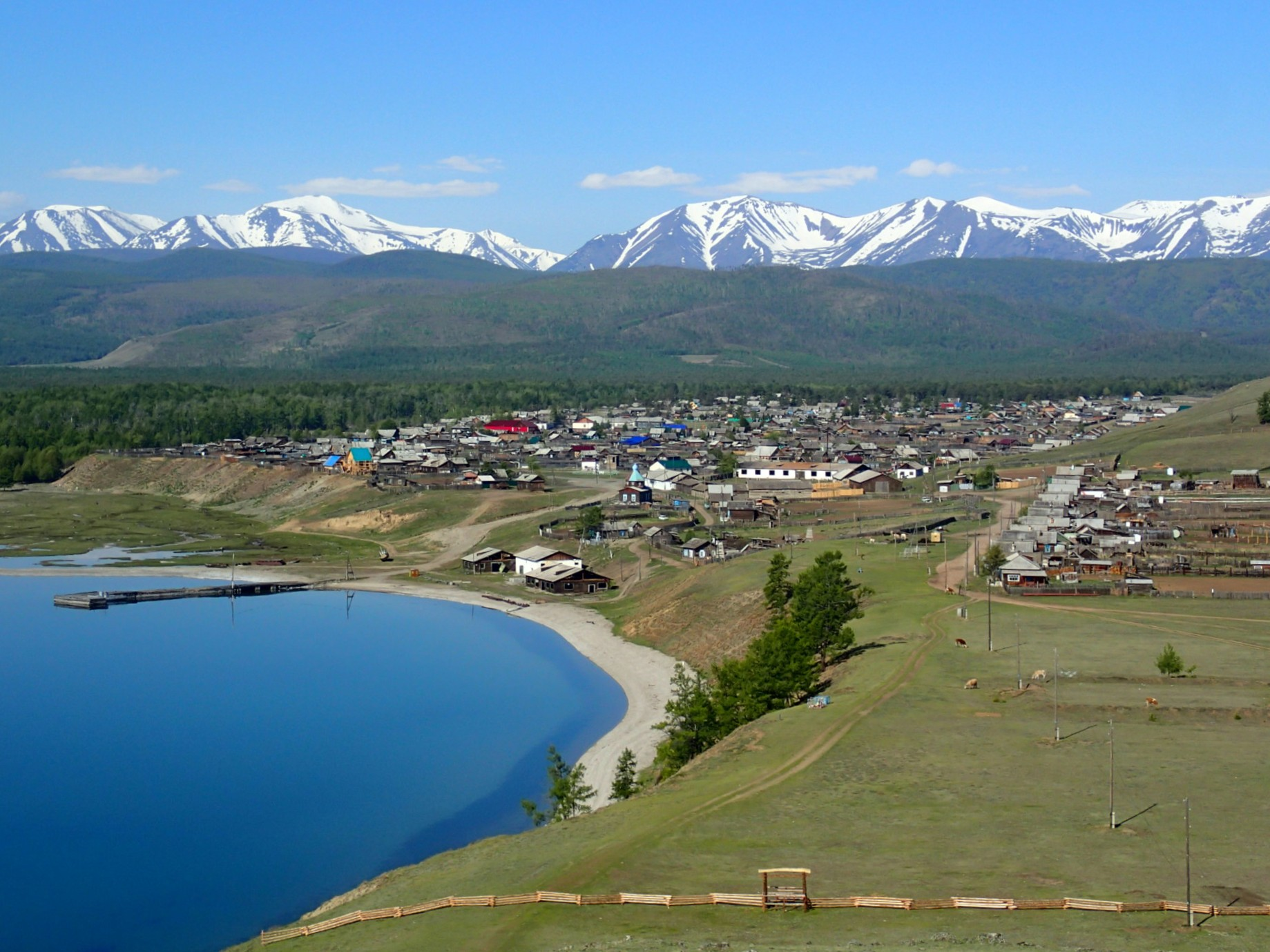
Village de Baïkalskoïe.
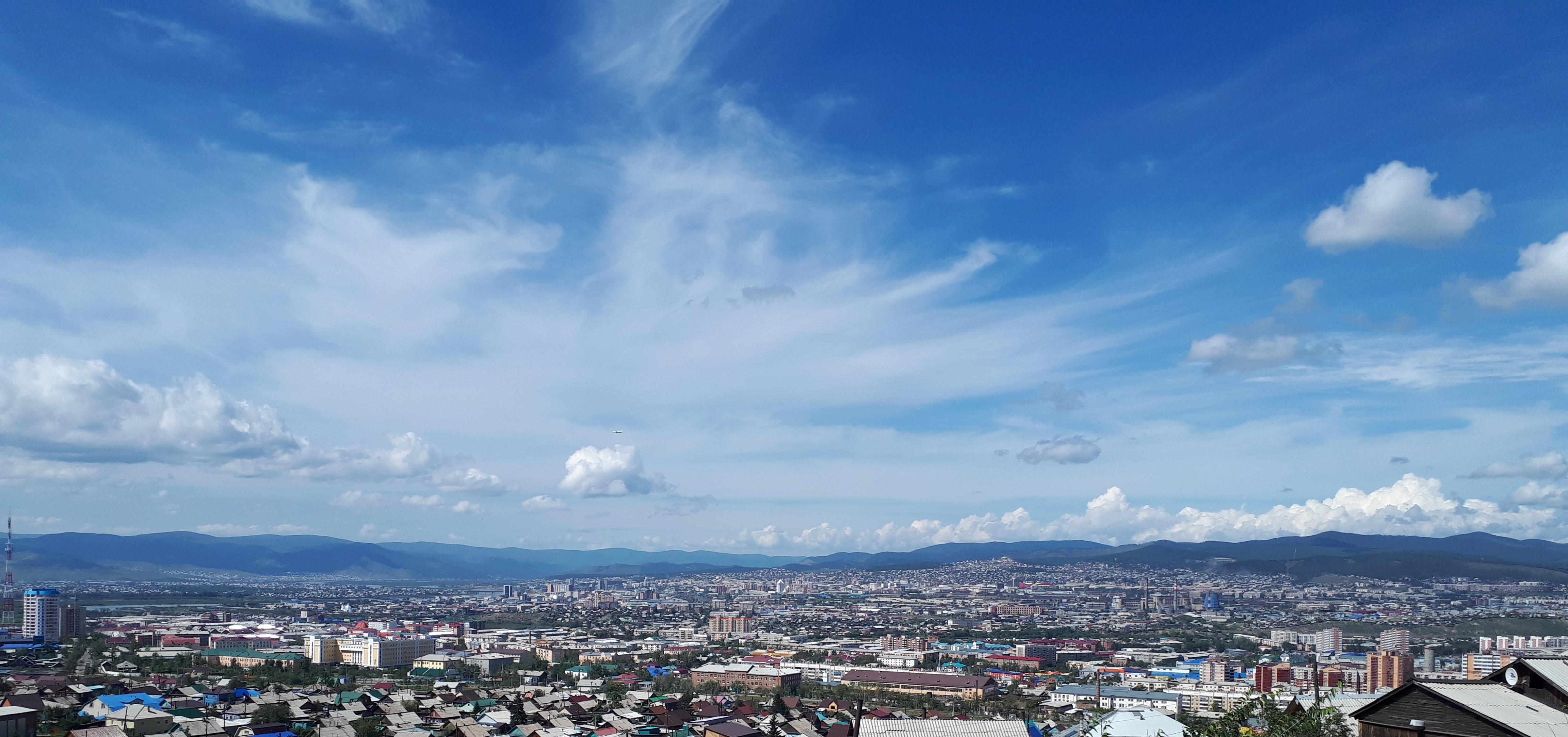
Panorama d'Oulan-Oudé.
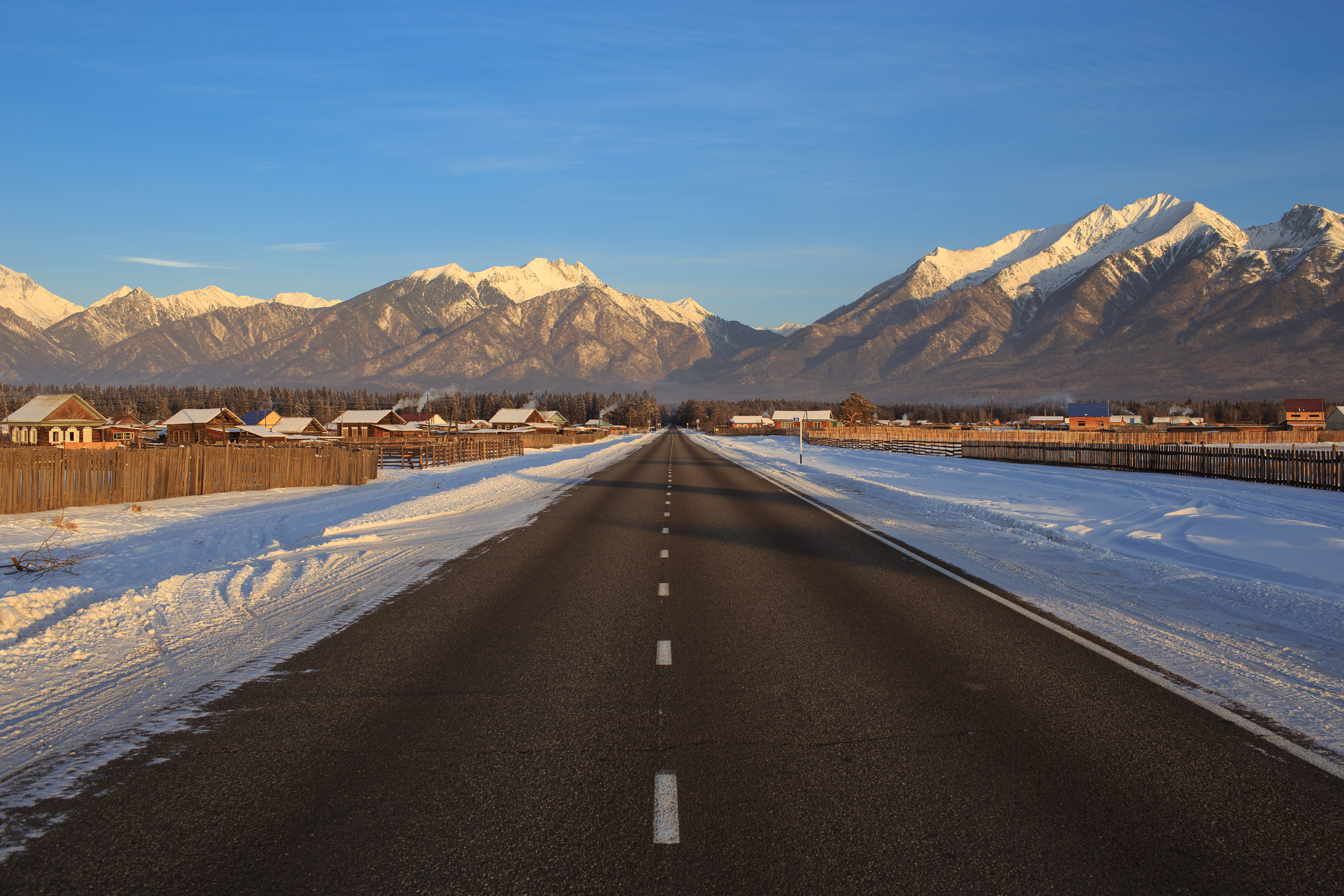
Village de Khouraï-Khobok.
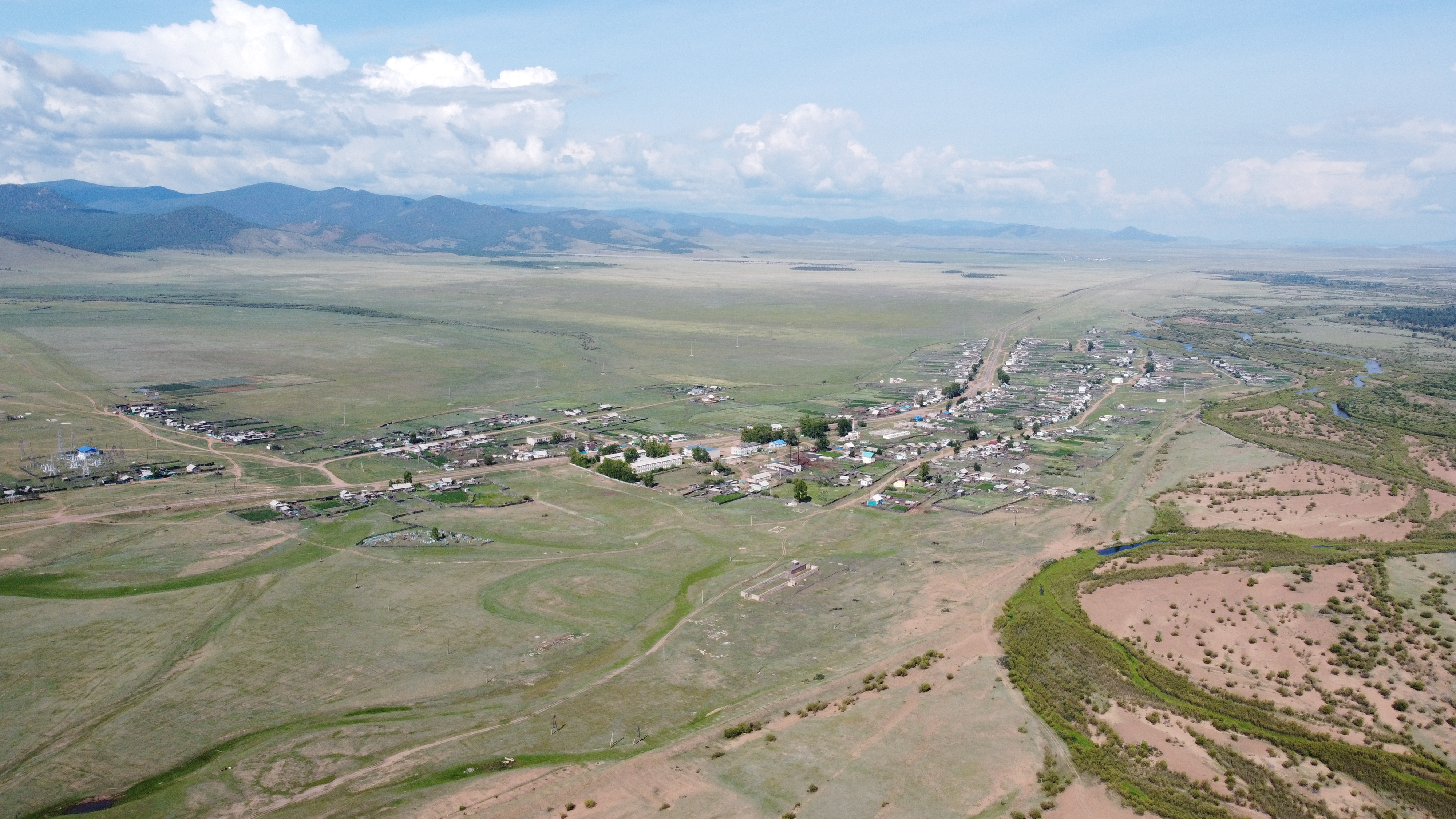
Vallée de l'Ouda.

### Relief et géologie

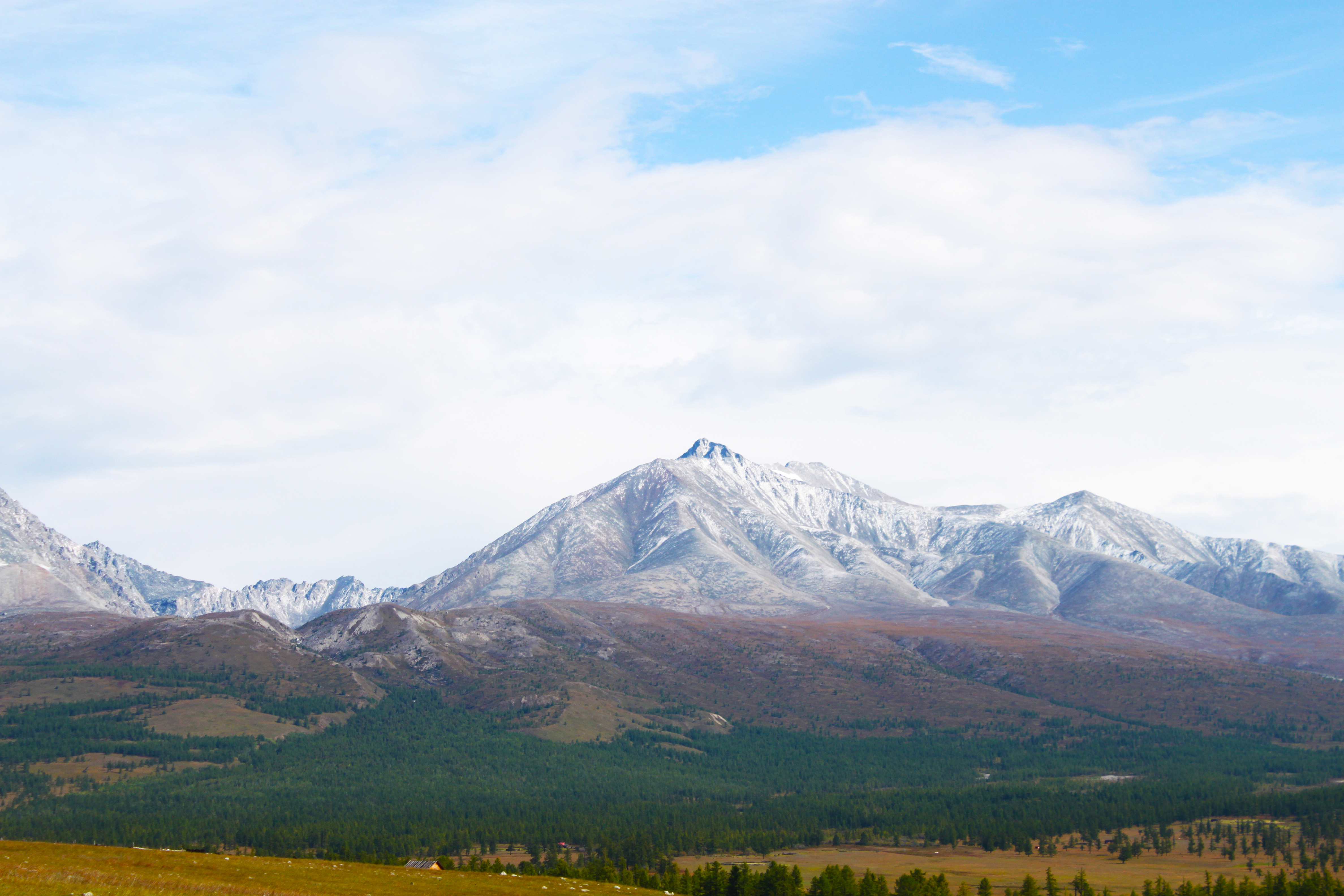
Mounkou Sardyk, point culminant de la Bouriatie.

La République est un pays montagneux, avec de grandes chaînes de montagnes, et entre elles de vastes et profonds plateaux, parfois presque entièrement fermés. Les plaines sont peu présentes, se trouvant dans les différents rifts et vallées des grands fleuves. En effet, la superficie des montagnes est quatre fois supérieure à celle occupée par les plaines. Le niveau le plus bas est le niveau du lac Baïkal, 455 m au-dessus du niveau de la mer, et le point culminant est le sommet couvert de glaciers du Mounkou-Sardyk dans le Saïan oriental, avec ses 3 491 m d'altitude. Plusieurs massifs se dégagent en Bouriatie, avec le Saïan oriental à l'ouest, les hauts-plateaux du Baïkal autour de celui-ci, le plateau du Vitim au nord, et la Daourie de la Selenga au sud.
La région la plus occidentale du territoire Bouriate est marquée par la partie occidentale du Saïan oriental. Le plateau de l'Oka, avec des altitudes comprises entre 1 800 et 2 200 m, se trouve dans le raïon de l'Oka, et au sud-est s'étendent les Alpes de la Tounka où les altitudes dépassent les 3 000 m. Le massif du Mounkou-Sardyk se trouve à l'ouest des Alpes de la Tounka. Le Saïan oriental est caractérisé par des sommets de type alpin, favec des cirques, des vallées profondes et des hautes altitudes, parmi les plus hautes de Sibérie. Outre le Mounkou-Sardyk, l'Ospinski Tchar (3 216 m) et le pic des Topographes (3 044 m) s'y trouvent.

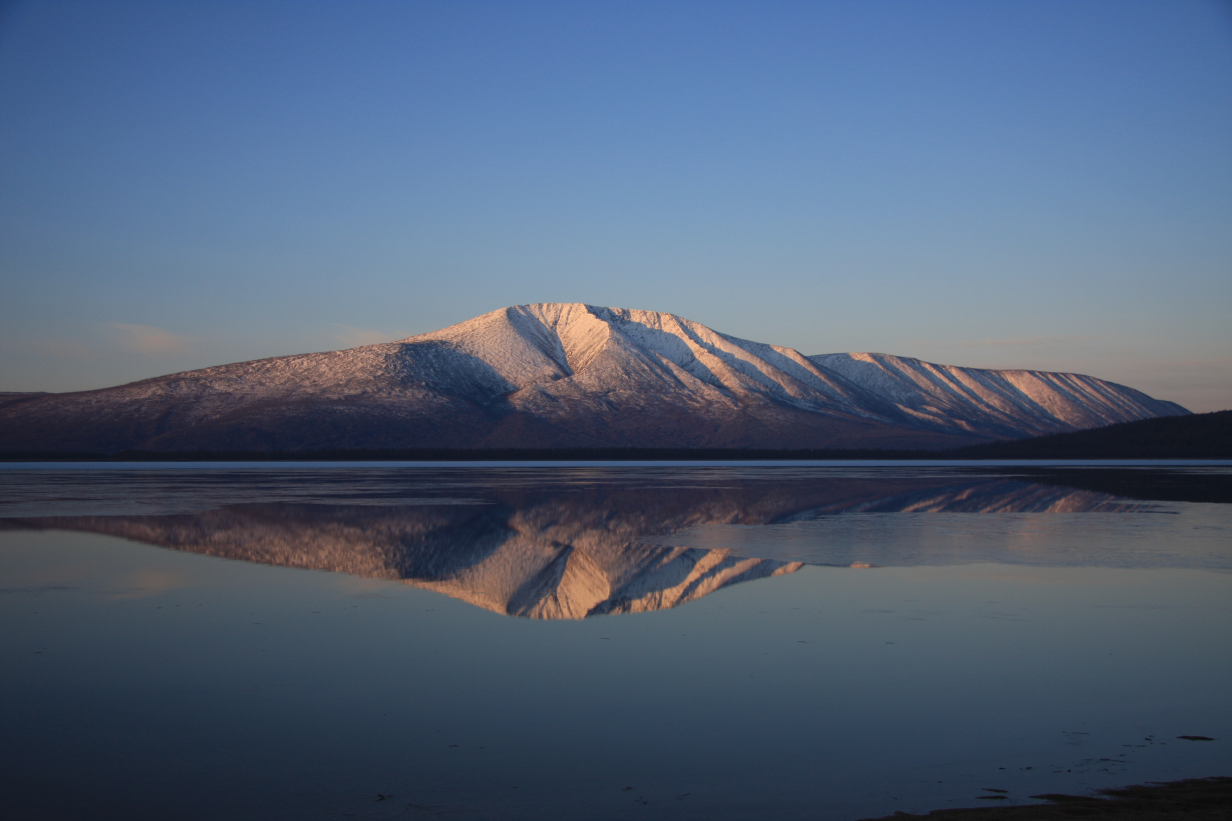
Le Bolchoï Kapton en Baount-Evenkie.

La Bouriatie détient une partie des hauts-plateaux du Baïkal, à savoir un ensemble de massifs entourant le lac. Sur sa rive méridionale s'étendent les monts Khamar-Daban et au sud-est l'Oulan-Bourgassy. La côte nord-est du Baïkal est bordée par les monts Bargouzine, avec derrière ceux-ci la vallée de la Bargouzine. Au-delà de la vallée vers l'est se situent les monts Argodinski, de Bodon, Alguinski et de l'Ikat, puis les monts sud et nord de la Mouïa. Dans le raïon du Nord-Baïkal s'étendent les monts Baïkal, qui sont fortemennt disséqués, et au-delà vers le nord les monts de l'Oundgar. Vers l'est se situent les monts de l'Angara supérieure, qui font la frontière nord de la République. Le plateau volcanique de la Vitim se trouve dans l'est du territoire, avec des vallées fluviales incises et des volcans éteints. Enfin dans le sud-est de la Bouriatie se trouve la Daourie de la Selenga, caractérisée par ses massifs aplatis et ses différentes chaînes parallèles tels que le Zaganski, le Tsagan-Daban et le Khoudounski,.
De grandes dépressions entraînées par les processus géologiques se trouvent en Bouriatie, notammement la dépression de la Tounka, formée par le rift Baïkal au sud des Alpes de la Tounka. Le delta de la Selenga et l'estuaire de la Bargouzine forment des plaines côtières tandis qu'en aval la dépression de la Bargouzine est l'une des plus grandes du territoire. Au nord du Baïkal s'étend la dépression éponyme et en aval la dépression de l'Angara Supérieure et de la Mouïa. Dans le centre et le sud du territoire, les dépressions sont nombreuses mais moins grandes, coincées entre les différentes crêtes des massifs montagneux.
La république de Bouriatie compte plus de 700 gisements de minéraux qui ont été explorés : aluminium, amiante, béryllium, fluorine, houille, jade, molybdène, nodule polymétallique, or, tungstène, et de l'uranium. Parmi ceux ci, il y a plus de 300 gisements d'or, 13 d'uranium, 8 de fluorine, 7 de tungstène, 4 de nodules polymétalliques, 3 de molybdène et béryllium, 1 d'étain et d'aluminium et 2 d'amiante. De plus, il y a des gisements de jade, d'apatite, de phosphorite, de graphite et de zélolithe. Le sous-sol de la Bouriatie contient 52 % des réserves de Russie de zinc, 24 % de plomb, 32 % de molybdène, 32 % de tungstène, 16 % de fluorine, 18 % de chrysotile et d'amiante, 8 % d'uranium et surtout 90 % jade.

### Hydrographie
La République dispose d'un réseau hydrologique bien développé. Elle compte 32 600 cours d'eau sur son territoire, qui sont presque tous inférieurs à 100 km. Seulement 65 cours d'eau ont une longueur supérieure à 100 km. La longueur totale des cours d'eau est de 152 000 km et les masses d'eau recouvrent 6 % de son territoire. Trois bassins s'étendent sur le territoire bouriate, le plus grand étant celui du Baïkal et ses 186 800 km2 et 17 677 cours d'eau. De grandes rivières s'y jettent, avec du nord au sud l'Angara supérieure, la Bargouzine, la Tourka et la Selenga. La Selenga à elle seule compte pour la moitié de l'approvisionnement du lac Baïkal avec son large bassin partagée avec la Mongolie. Les principaux affluents de la Selenga en Russie sont la Djida, le Tchikoï, le Khilok et l'Ouda,,.

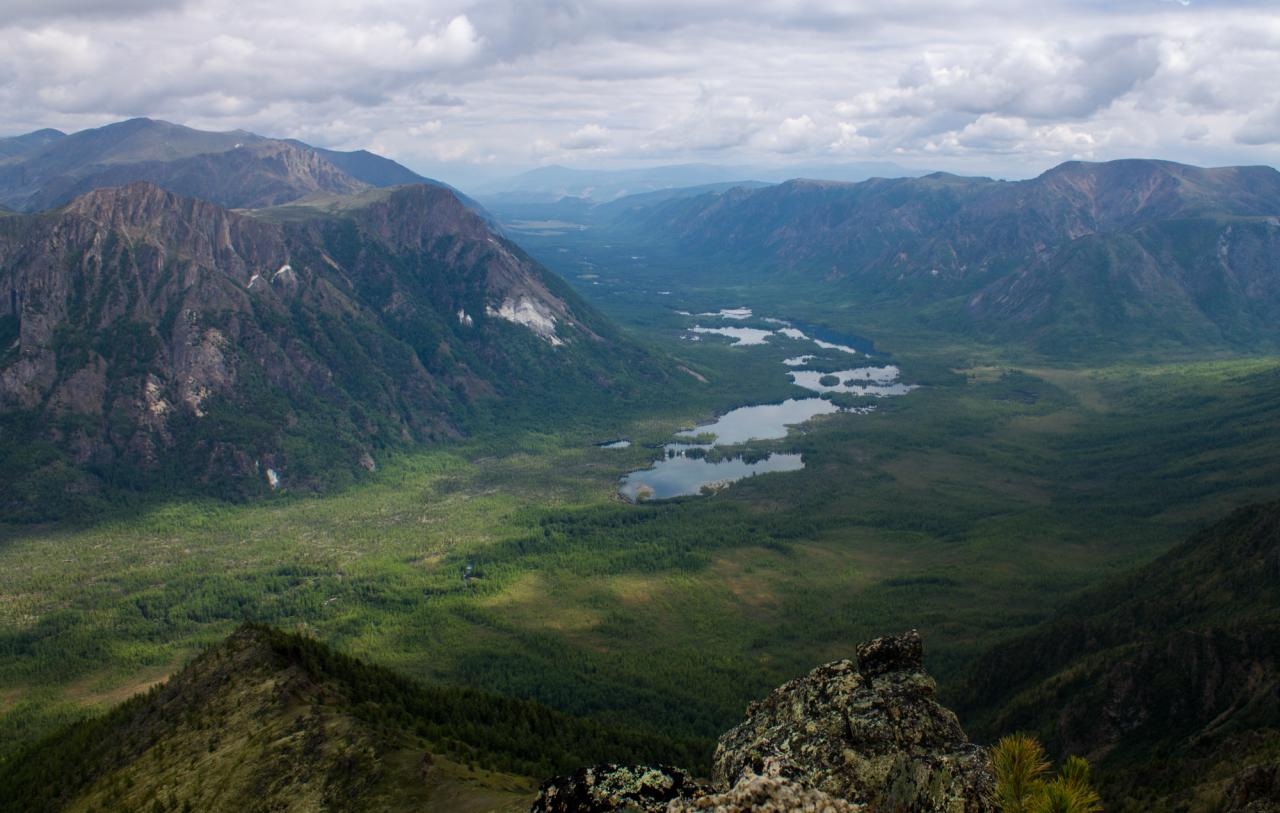
Lacs de l'Olon-Nur dans le raïon de l'Oka.

Une superficie de 126 700 km2 est couverte en Bouriate par le bassin de la Léna, où sont recensés 8 437 cours d'eau. Parmi les affluents et sous-affluents de la Léna se comptent la Vitim, la Mouïa, la Tsipa et l'Amalat. Enfin, le bassin de l'Angara, en excluant le lac Baïkal, couvre une superficie de 37 800 km2 grâce à ses 6 487 cours d'eau. L'Irkout et ses affluents la Tounka et le Zoun-Mourin, mais aussi le Kitoï, l'Oka et l'Onot font partie de ce bassin. En tout, 52 % de son territoire fait partie du bassin du lac Baïkal, 23 % au bassin de la Léna et 19 % au bassin de l'Angara. La densité du réseau hydrologique est de 0,4 à 0,6 km/km2, bien que cela cache de nettes différences. Dans le Saïan oriental et la partie occidentale des monts Khamar-Daban, la densité est de 0,8 à 1,0 km/km2 voire plus. Dans les régions du nord et du sud-ouest, il varie de 0,60 à 1,0 km/km2, tandis que dans la partie inférieure des bassins des rivières Djida et Tchikoï, où le réseau hydrologique est bien moins développé, il ne dépasse pas les 0,2 km/km2.
Environ 35 000 lacs se trouvent en Bouriatie, mais seulement 142 d'entre eux (Baïkal non compté) font plus de 1 km2 de superficie, dont 16 de plus de 10 km2. Excepté le lac Baïkal, la superficie totale des plans d'eau bouriates est de 1 795 km2. Parmi les lacs de plus de 1 km2, 58 d'entre eux se trouvent dans le bassin du Baïkal tandis que les 84 autres sont recensés dans le bassin de la Léna. Des seize plus grands lacs, dix se trouvent dans le bassin de la Léna, et six dans celui du Baïkal. En général, les lacs vont par groupes, le bassin de la Vitim, sous-affluent de la Léna, est riche en lacs. Les plus grands lacs sont le lac Goussinoïe (163 km2), le lac Baount (111 km2), le Bolchoï Ieravnoïe (104 km2), le Kotokelskoïe (68,9 km2), le lac Oron (63,6 km2) et le Maloïe Ieravnoïe (60,5 km2),. À ces plans d'eau naturels s'ajoutent les masses d'eau artificielles, avec 43 plans d'eau artificiels d'une superficie cumulée de 19,9 km2.

### Climat
Le climat de la république de Bouriatie est fortement continental, caractérisé par des hivers froids et des étés chauds. L'hiver est froid, avec des gelées sèches et peu de neige, le printemps est venteux, avec des gelées et presque aucune précipitation. L'été est lui court, avec de fortes pluies en juillet et août, avec des journées chaudes, tandis que l'automne est doux, sans changement important de température. Il est influencé par la position de la Bouriatie au centre de l'Asie et des reliefs avec les bassins montagneux. En général, le climat froid et sec vient des régions du nord, le climat chaud et sec des déserts mongols et l'humidité du Pacifique. Néanmoins, la bande littorale étroite du lac Baïkal est assimilée au climat océanique avec des étés frais et des hivers doux.
La température moyenne annuelle est de −1,6 °C, celle en hiver est de −22 °C, et celle en été est de +18,5 °C. Les températures en Bouriatie peuvent changer brusquement, avec jusqu'à 20 °C de différence en une seule journée. L'hiver est marquée par de très fortes gelées ainsi que par des couches d'inversions et effets de foehn. Ce climat froid permet la présence du pergélisol sur une large partie du territoire. L'ensoleillement est important en Bouriatie, comparable à la Crimée et parfois supérieure aux régions du sud de la Russie occidentale. Il est dû à l'anticyclone sibérien, qui se forme sur le territoire, apparaissant en automne et disparaissant en avril. L'ensoleillement est en moyenne de 1 900–2 200 heures/an en Bouriatie. La ville la plus ensoleillée de Russie est Oulan-Oudé, avec 2 797 heures/an.
De forts contrastes existent quant aux précipitations, avec 250 à 300 mm dans les bassins de la Selenga et de l'Ouda, et moins de 250 mm dans la dépression de Bargouzine, tandis que les crêtes du Khamar-Daban reçoivent plus de 1 000 mm chaque année. Les précipitations tombent principalement en juillet et août, tandis que l'hiver est très sec. En moyenne, la couverture neigeuse stable apparaît entre octobre et décembre, et fond en mars-avril. Le nombre de jours d'enneigement varie de 100 à 130 jours dans les plaines, de 170 à 190 jours sur le littoral baïkalien, et jusqu'à 200 à 240 jours en zones montagneuses. Les raïons de Bargouzine, de Baount-Evenk, de Kouroumka, de la Mouïa, de l'Oka et du Nord-Baïkal sont assimilés aux régions de l'Extrême-Nord. Au total 58 % de son territoire est assimilé aux régions de l'Extrême-Nord.
| Températures moyennes minimales            | −5,2 °C                                          | −5,7 °C                                      | −13,0 °C                                         |
| Températures moyennes                      | 0,4 °C                                           | −1,6 °C                                      | −5,2 °C                                          |
| Températures moyennes maximales            | 6,9 °C                                           | 3,0 °C                                       | 3,8 °C                                           |
| Précipitations moyennes                    | 248 mm                                           | 672 mm                                       | 396 mm                                           |
| Ensoleillement moyen                       | 2 418 h                                          |                                              |                                                  |
| Record de températures Minimale / Maximale | −54,4 °C (janvier 1931) / 40,6 °C (juillet 2016) | 47,3 °C (janvier 1936) / 35,0 °C (août 1993) | −51,6 °C (février 2001) / 35,1 °C (juillet 1943) |
| Source : Pogoda i klimat, et NOAA          |                                                  |                                              |                                                  |

## Urbanisme

### Répartition des terres
La répartion des terres selon le rapport d'État « Sur l'état et la protection de l'environnement de la fédération de Russie en 2022 » du ministère des ressources naturelles et de l'environnement russe est, selon les catégories du code foncier russe, la suivante:
| Répartition                                  | 2022 (mille ha) | 2022 (%) |
| -------------------------------------------- | --------------- | -------- |
| Terres agricoles                             | 2759,9          | 7,9      |
| Terres des localités                         | 160,8           | 0,5      |
| Terres d'industrie et autres fins spéciales  | 501,1           | 1,4      |
| Terres de territoires et des objets protégés | 2093,4          | 6,0      |
| Terres du fonds forestier                    | 26 911,3        | 76,6     |
| Terres du fonds aquatique                    | 2124,2          | 6,1      |
| Terres de réserve                            | 582,7           | 1,7      |
| Total                                        | 35 133,4        | 100      |

### Voies de communication et transports

#### Routes

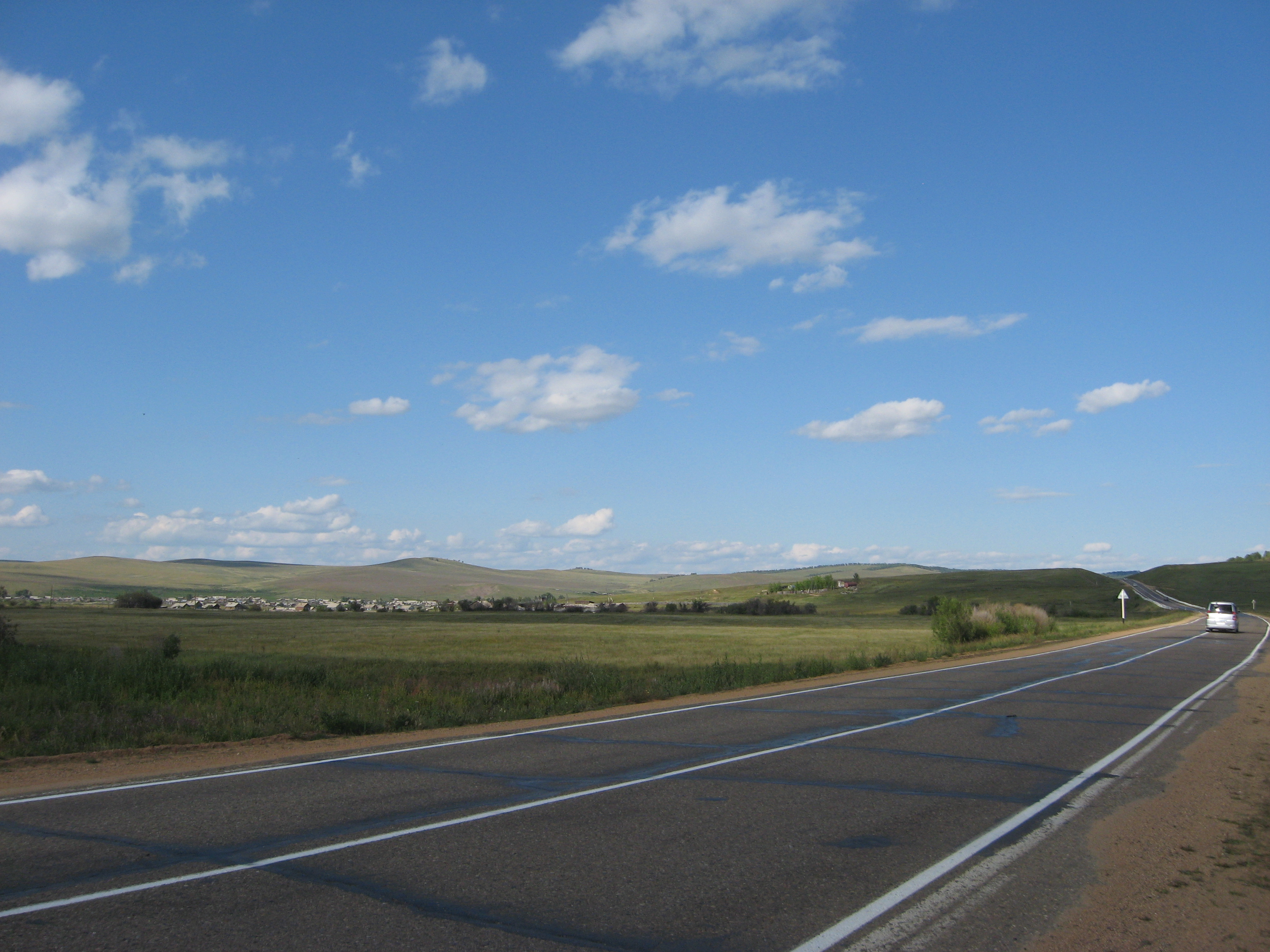
Route fédérale R258 près de Kharachibir.

D'après Rosstat, la Bouriatie possède fin 2021 14 869,3 km de routes publiques, dont 9 401,4 km de routes pavées, soit 63,2 % de la longueur totale de Bouriatie. Le réseau de routes publiques de la république se compose de 824,8 km routes fédérales, soit 5,6 % du réseau bouriate, de 3 617,9 km de routes régionales ou intercommunale, soit 24,3 % du réseau, et de 10 426,6 km de routes locales, soit 70,1 % des routes de Bouriatie. Le réseau régional possède 584 ponts et viaducs, 1 282 arrêts de bus et 123 stations-service.
La longueur des routes ayant un revêtement dur (béton de ciment, béton bitumineux, pierre concassée et gravier, traités avec des liants) s'élève à 4 772,9 km, soit 50,8 % du réseau. Il y a aussi 36,8 % du réseau constitué de gravier et de terres. La densité des routes pavées est de 27 km/1000 km2, ce qui est inférieur à la moyenne nationale de 65 km/1000 km2 mais supérieur à la moyenne du district fédéral d'Extrême-Orient qui est de 12 km/1000 km2.
En 2021, 51,7 % du réseau régional ou intercommunal n'était pas au norme, ainsi que 54,7 % du réseau de routes locales. Les taux de routes d'importance locale les moins aux normes sont dans le raïon d'Oka (95,6 %), de Bargouzine (85,0 %), du Nord-Baïkal (78,2 %), de Moukhorchibir (80,7 %), de Kouroumkan (69,6 %), tandis que le taux le moins élevé est à Oulan-Oudé, avec seulement 17 % des routes, suivi de Severobaïkalsk (27,4 %), et des raïons du Baïkal (28,8 %), de Zaïgraïev (32,5 %), de Khiakta (37,6 %) et de Baount-Evenk (38,5 %).
Les routes fédérales R258 d'Irkoutsk par Oulan-Oudé à Tchita, A340 d'Oulan-Oudé à Kiakhta et la frontière avec la Mongolie (poste frontière de Kyakhta-Altanbulag), et la route fédérale A333 de Koultouk à Mondy et la frontière avec la Mongolie (poste frontière de Mondy-Khankh) traversent la république.

#### Chemins de fer

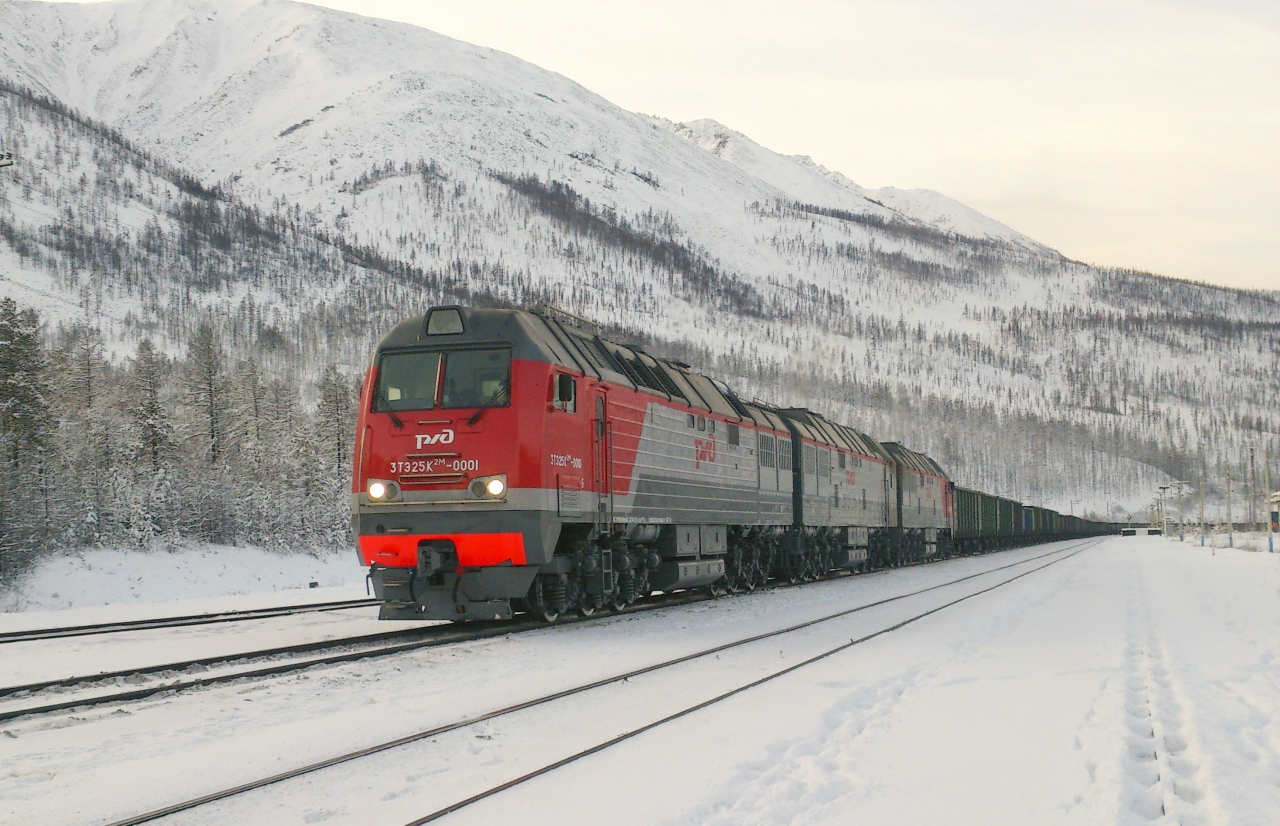
Train sur le BAM en hiver.

Le transport ferroviaire occupe une place importante dans le système de transport bouriate, et les chemins de fer de Sibérie orientale, une filiale des Chemins de fer russes, sont les opérateurs du réseau ferroviaire. Fin 2022, selon Rosstat, la Bouriatie compte 1 227,0 km de voies ferrées, et la densité du réseau ferré est de 35 km / 10 000 km2. La région compte 14 grandes gares, 74 gares et 121 haltes ferroviaires sur son territoire. Le réseau est vétuste, et de nombreuses localités ne sont pas desservies par le système. La plus grande gare du réseau est celle d'Oulan-Oudé, avec plus de 547 000 passagers sur les liaisions longue distance et environ 80 000 passagers sur les liaisons suburbaines en 2017.
La principale ligne du réseau ferroviaire est le chemin de fer transsibérien, de Slioudianka à Petrovski Zavod, qui est entièrement à double voie et électifiée. Dans la partie nord de la région passe de Kounerma à Taksimo la magistrale Baïkal-Amour (BAM), en passant par le tunnel de Severomouïsk, mis en service en 2001. Le BAM est électrifié sur toute sa longueur, mais est à voie unique. De plus, le Transmongol, à voie unique et non électrifié, commence à Oulan-Oudé, en passant par Naouchki en direction d'Oulan-Bator et Pékin. Enfin, une petite ligne relie le BAM au niveau de Taksimo à Novaïa Tchara dans le kraï de Transbaïaklie. Cette ligne est à voie unique et n'est pas électrifiée,.
La Société des métaux de Sibérie orientale, qui démarre le développement du gisement de plomb-zinc d'Ozernoïe dans la région d'Ieravna, prévoit la construction de 165 km de voie ferrée depuis la gare de Mogzon sur le Transsibérien jusqu'au gisement, coûtant entre 5 et 7 milliards de roubles. Il est ensuite prévu d'étendre la ligne jusqu'à Novy Ouïoïan sur le BAM afin d'exporter des métaux et des minerais via deux routes. La Société a l'intention d'investir jusqu'à 25 % des fonds requis dans la construction de l'infrastructure ferroviaire en république de Bouriatie. La société négocie actuellement avec le ministère du Développement économique et du Commerce, les Chemins de fer russes et Rosatom au sujet d'une éventuelle participation au capital du projet. En outre, le directeur technique a déclaré que le groupe espérait attirer des fonds du Fonds d'investissement de Russie.

#### Transport aérien
L'aéroport international Baïkal est le seul aéroport d'importance fédérale et le seul international de la république. Le nombre moyen de passagers annuel est de 270 000 personnes. Deux autres aéroports régionaux existe en Bouriatie, à Taksimo et avec l'aéroport de Nijnéangarsk, qui ont chacun 18 000 passagers par an.

#### Transport fluvial
Les voies navigables ne sont presque pas exploitées par le secteur des transports, mais la république souhaite le développer en lien avec le tourisme sur le lac Baïkal. La période de navigation s'étale de début juin à fin septembre, et il existe trois ports ; à Oulan-Oudé, à Nijenangarsk et à Oust-Bargouzine.

## Histoire

### Temps anciens

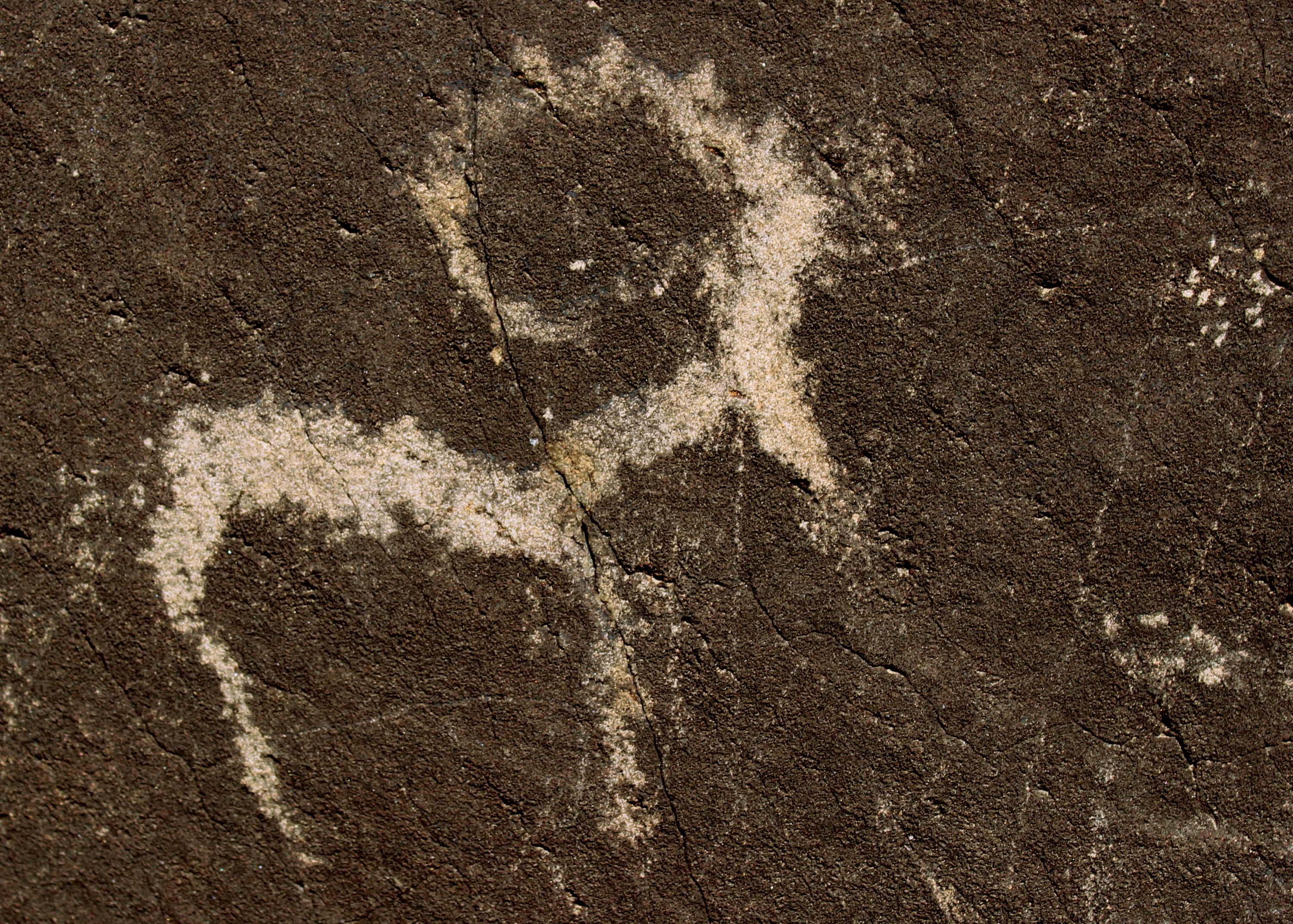
Pétroglyphe au mont Baga-Zaria.

Les découvertes les plus anciennes de peuples primitifs sur le territoire de la Bouriatie sont des restes osseux du site de Tuyana sur la rive droite de la rivière Irkout dans la vallée de la Tounka.
Les tribus proto-mongoles vivant sur le territoire de l'actuelle Bouriatie ont créé ce qu'on appelle la culture des tombes en dalles.
Au tournant de notre ère, la région du Baïkal constituait la partie nord de l'État des Xiongnu (chinois : 匈奴 ; pinyin : Xiōngnú), un ancien peuple nomade, datant de 220 av. J.-C. au IIe siècle habitait le plateau mongol,. Selon une croyance largement répandue, une partie des Xiongnu a atteint l'Europe et, en se mélangeant avec les Ougriens, a donné naissance à un nouveau peuple, connu en Europe sous le nom de Huns.
Après l'effondrement des Xiongnu au Ier siècle. La région du Baïkal passa sous le contrôle du peuple Xianbei de langue mongole (93-234). Aux Ve – VIe siècles, le territoire de la Bouriatie faisait partie du Rouran Khaganate (330-555). En 924, l'État du Khitan de langue mongole, la dynastie Liao (907-1125) bat le Khaganat kirghize du Ienisseï (840-924),,. La formation de l'Empire mongol a lieu en 1206, qui comprenait les territoires autour du lac Baïkal.
Aux XIIIe – XVIe siècles, de nombreux groupes ethniques de langue mongole, notamment les Merkits, les Bayats, les Khori-Tumats et les Barguts, ont émigré du territoire de la Bouriatie moderne. Avec au XIVe siècle l' effondrement de l'Empire mongol, la région du Baïkal et la Transbaïkalie deviennent partie de l'État mongol de la dynastie Yuan du Nord jusqu'au XVIIe siècle.

### XVIIeauXIXesiècles

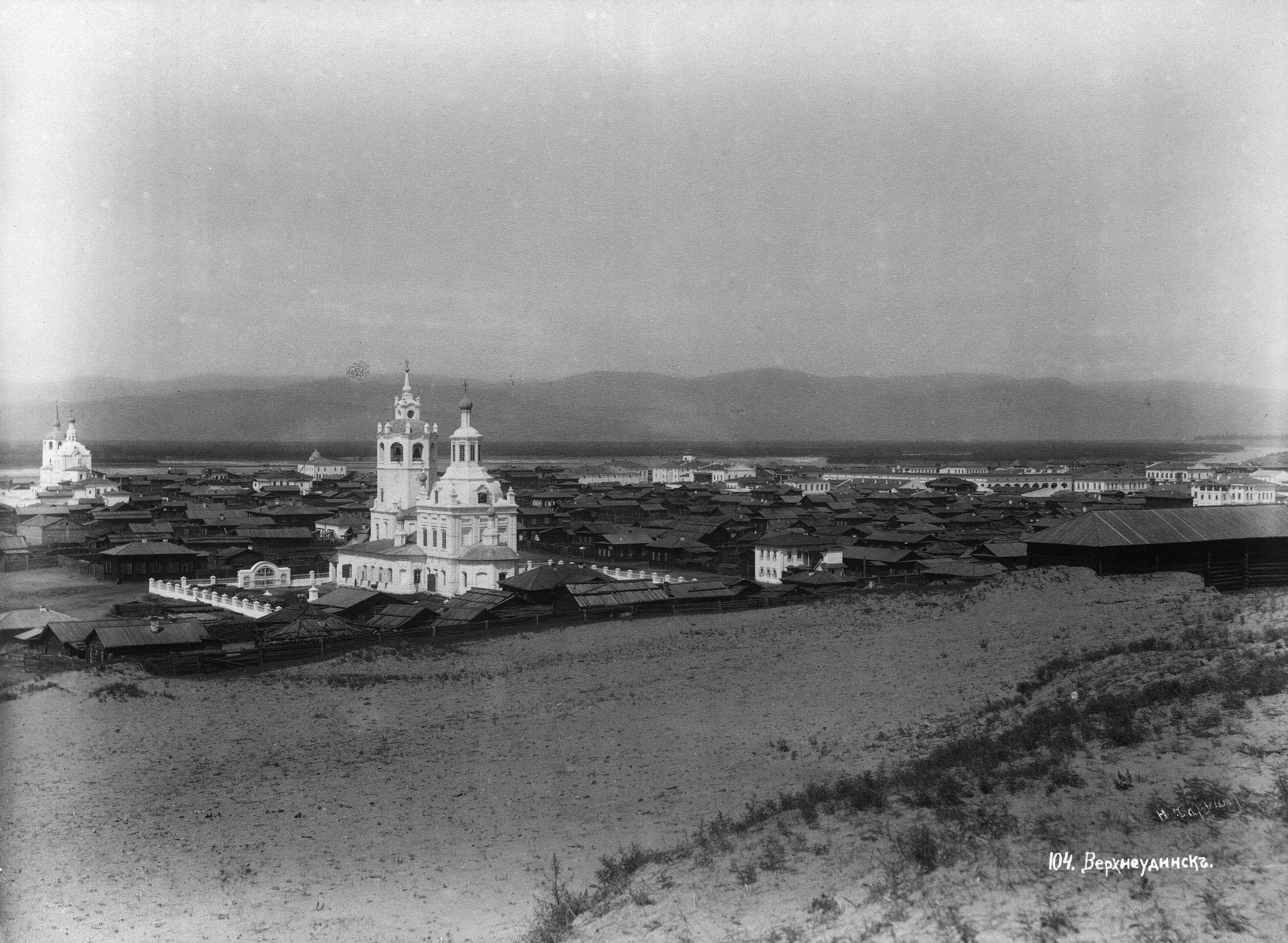
Verkhéoudinsk dans les années 1890.

Au début du XVIIe siècle, le bouddhisme, principalement de l'école Gelugpa, pénétra de la Mongolie au nord jusqu'à la population bouriate de Transbaïkalie. À la fin du XVIIe siècle et au début du XVIIIe siècle, il s'est répandu dans toute la Transbaïkalie.
Au moment de l'annexion à la Russie, divers groupes ethniques de langue mongole vivaient en Cisbaïkalie et en Transbaïkalie, tels que les Barguts, les Khoris, les Ekhirits, les Boulagats, les Achibaghats, les Sartuls, les Tabanguts, les Khongodors, les Ikinats, les Shosholoks, etc.
Après le tracé de la frontière russo-chinoise en 1729 avec le traité de Kiakhta, les groupes ethniques de langue mongole ci-dessus se sont retrouvés coupés de la majeure partie des Mongols, et plus tard, le peuple bouriate a commencé à se former à partir d'eux.
Pour protéger la frontière de la Russie avec la Chine, sur ordre de l'empereur Nicolas Ier du 17 mars 1851 (29 mars dans le calendrier grégorien), l'armée cosaque de Transbaïkalie fut créée. L'armée comprenait trois régiments de cavalerie et trois brigades à pied, les 1er, 2e et 3e régiments russes de Verkhénoudinsk, le 4e régiment de Toungouska (Evenki), les 5e et 6e régiments bouriates.
Selon le recensement de 1897, il y avait 180 000 Bouriates en Transbaïkalie, dont environ 160 000 personnes se considéraient comme bouddhistes.

### XXesiècle

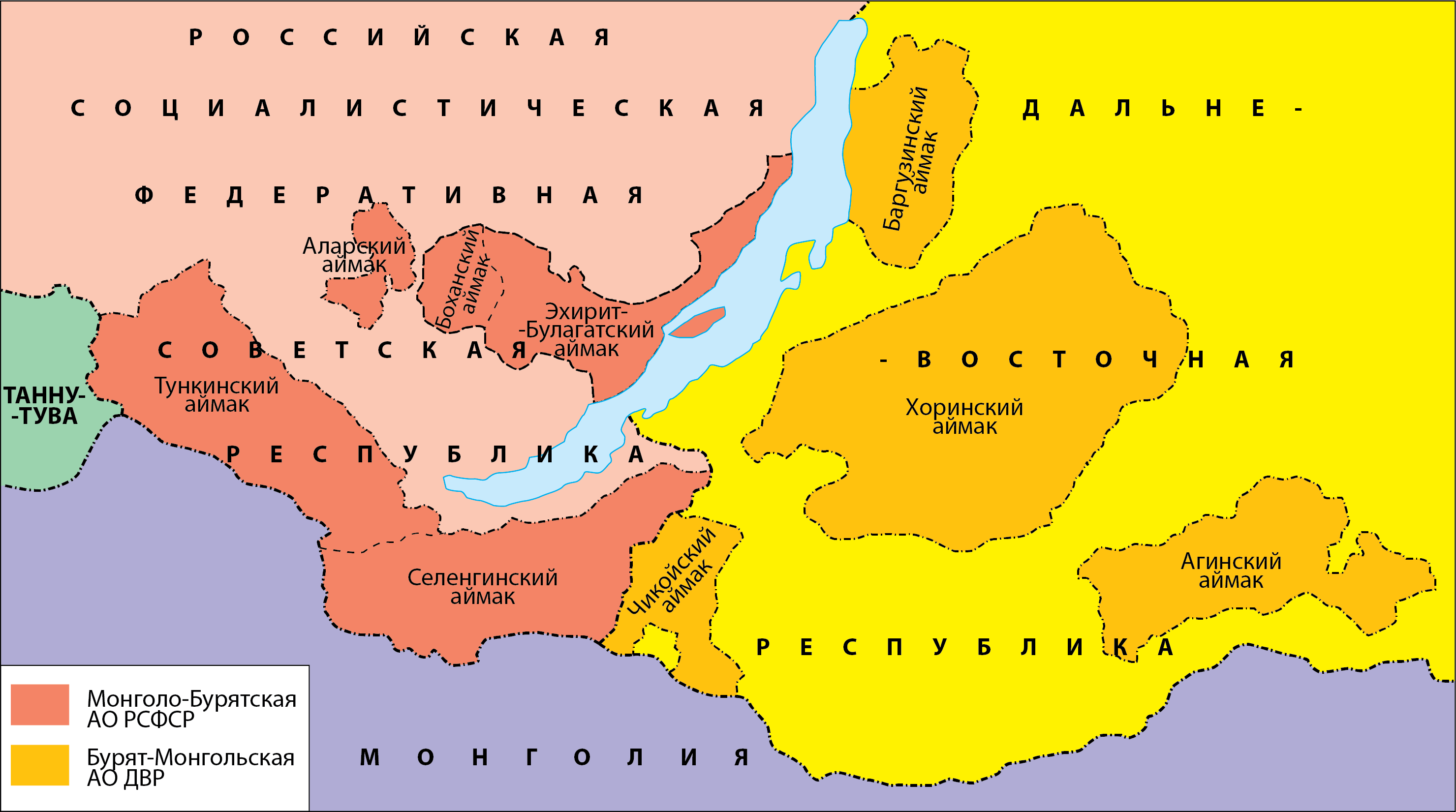
Contrôle de la RSFSR (rouge) et de la république d'Extrême-Orient (jaune) en 1922.

En 1917, la première autonomie ethnique des Bouriates fut créée, l'État de Bouriatie-Mongolie.
En 1918, le Congrès des Soviets de Transbaïkalie a proclamé l'oblast de Transbaïkalie un gouvernement de l'Empire russe. Le pouvoir soviétique sur le territoire de la Bouriatie a été établi en février 1918, mais à l'été 1918, il a été renversé. En Transbaïkalie, avec le soutien des troupes japonaises, la dictature militaire d'Ataman Semionov a été établie. En 1919-1920, plusieurs gouvernements ethniques et « blancs » opéraient sur le territoire de la Bouriatie : l'État de Bouriate-Mongolie, l'État théocratique de Balagat et le Grand État pan-mongol. Le 2 mars 1920, l'Armée rouge, avec le soutien des partisans, reprend Verkhénoudinsk. La Bouriatie occidentale est devenue une partie de la RSFSR, la Bouriatie orientale est devenue une partie de la république d'Extrême-Orient. Verkhénoudinsk était en avril-octobre 1920 la capitale de la république d'Extrême-Orient. En 1921, l'oblast autonome bouriate-mongole (aïmaks d'Aginski, de Bargouzinske, Khorine et de Chita ; le centre du district est Chita) a été créée dans le cadre de la république d'Extrême-Orient. Le 9 janvier 1922, l'oblast autonome mongole-bouriate est créée dans le cadre de la RSFSR (aïmaks de la Tounka, Alars, d'Ekhirit-Bulagat, de Bokhanski et de Selenguinsk ; le centre du district est Irkoutsk),.
Après le retrait des interventionnistes étrangers d'Extrême-Orient et l'annexion de la république d'Extrême-Orient à la RSFSR en novembre 1922, les deux régions autonomes s'unissent et le 30 mai 1923, la république socialiste soviétique autonome bouriate-mongole est formée avec sa capitale qui est Verkhénoudinsk, qui est devenue partie intégrante de la RSFSR. Cette date est considérée comme le jour de la formation de la république de Bouriatie. Le 30 juillet 1930, le kraï de la Sibérie orientale est formé (le centre régional est Irkoutsk), qui comprend la RSSA bouriate-mongole,.
Le 27 juillet 1934, par résolution du Présidium du Comité exécutif central de l'URSS, Verkhnéoudinsk fut rebaptisée Oulan-Oudé.
En 1936, le kraï de la Sibérie orientale a été aboli et divisé en RSSA bouriate-mongole et en oblast de Sibérie orientale. Le 26 septembre 1937, lorsque l'oblast de la Sibérie orientale a été divisé en oblasts d'Irkoutsk et de Tchita, le district autonome des Bouriates d'Oust-Orda et le district autonome des Bouriates d'Aga ont été séparés de la RSSA bouriate-mongole. Le 7 juillet 1958, la RSSA bouriate-mongole a été rebaptisée RSSA bouriate par décret du Présidium du Soviet suprême de l'URSS. Le 25 décembre 1958, le Soviet suprême de l'URSS approuva cette décision, apportant une modification correspondante à la Constitution de l'URSS.
Le 8 octobre 1990, le Conseil suprême de la RSSA bouriate a adopté la déclaration de souveraineté d'État de la RSS bouriate. Selon ce document, la Bouriatie a renoncé à son statut d'autonomie et a proclamé la souveraineté étatique de la RSS bouriate sur son territoire. Le 24 mai 1991, le Congrès des députés du peuple de la RSFSR a approuvé cette décision en modifiant l'article 71 de la Constitution de 1978 de la RSFSR.
Le 27 mars 1992, le Conseil suprême de Bouriatie a adopté une loi renommant la RSS bouriate en république de Bouriatie. Le 21 avril 1992, le nouveau nom a été approuvé par le Congrès des députés du peuple de Russie.

### XXIesiècle
Lors de la création des districts fédéraux de Russie en 2000, la Bouriatie a été incluse dans le district fédéral de Sibérie. Le 3 novembre 2018, la république a été transférée au district fédéral d'Extrême-Orient, en 2019, à la région économique d'Extrême-Orient (avant cela, elle faisait partie de la région économique de Sibérie orientale).
Les effets de la guerre russo-ukrainienne se sont fait particulièrement ressentir en Bouriatie et parmi les Bouriates. Région affichant l'un des taux de mortalités les plus élevés parmi une population marquée par des taux hauts de pauvreté, en mars 2023 c'était la deuxième région pour le pourcentage de victime par personnes (55,6 pour 100 000 habitants). La région était aussi à ce moment-là la troisième quant au taux de victimes parmi les mobilisés par habitants (8,2 pour 100 000 habitants). La mobilisation russe de septembre 2022 a entraîné en une émigration substantielle de la Bouriatie vers d'autres pays, comme en Mongolie voisine et au Kazakhstan. L'ancien président mongol Tsakhiagiyn Elbegdorj a invité en septembre 2022 les Bouriates mais aussi les Touvains, Iakoutes et Kamlouks entre autres à venir en Mongolie pour fuir la mobilisation et ne pas se battre contre les Ukrainiens,. Au sein de a diaspora des mouvements bouriates ont émergé, certain discutant une possible d'indépendance et d'autre supportant le fédéralisme.

## Politique et administration

### Autorités
Le pouvoir d'État de la république est exercé par le Chef, le Khoural populaire, le gouvernement et les tribunaux. Le chef est le plus haut fonctionnaire de la république et en même temps le président du gouvernement. Le pouvoir législatif est exercé par le parlement de la république, le Khoural populaire.
Le 22 février 1994, le Conseil suprême de la république de Bouriatie a adopté la Constitution de la république de Bouriatie.

### Résultats électoraux et fraudes
Le Centre de données et de recherche sur la Russie (CEDAR) et Novaïa Gazeta montrent que pour les élections présidentielles de 2024 le taux de votes falsifiés s'élevait à 36 % en Bouriatie,.
| Scrutin | 1er tour | 1er tour | 1er tour | 1er tour | 1er tour | 1er tour | 1er tour | 1er tour | 1er tour | 1er tour | 1er tour | 1er tour | 2d tour                  | 2d tour                  | 2d tour                  | 2d tour                  | 2d tour                  | 2d tour                  | 2d tour                  | 2d tour                  |
| Scrutin | 1er      | 1er      | %        | 2e       | 2e       | %        | 3e       | 3e       | %        | 4e       | 4e       | %        | 1er                      | %                        | 2e                       | %                        | 3e                       | %                        | 4e                       | %                        |
| --- | -------- | -------- | -------- | -------- | -------- | -------- | -------- | -------- | -------- | -------- | -------- | -------- | ------------------------ | ------------------------ | ------------------------ | ------------------------ | ------------------------ | ------------------------ | ------------------------ | ------------------------ |
| Présidentielle 2012 |          | ER       | 66.20    |          | KPRF     | 18.04    |          | SE       | 5.87     |          | LDPR     | 5,34     | Victoire au premier tour | Victoire au premier tour | Victoire au premier tour | Victoire au premier tour | Victoire au premier tour | Victoire au premier tour | Victoire au premier tour | Victoire au premier tour |
| Législative 2016 |          | ER       | 43,34    |          | KPRF     | 20,59    |          | LDPR     | 13,54    |          | SRZP     | 6,55     | Tour unique              | Tour unique              | Tour unique              | Tour unique              | Tour unique              | Tour unique              | Tour unique              | Tour unique              |
| Gouvernorale 2017 |          | ER       | 87,43    |          | KPRF     | 5,15     |          | LDPR     | 4,39     |          |          |          | Victoire au premier tour | Victoire au premier tour | Victoire au premier tour | Victoire au premier tour | Victoire au premier tour | Victoire au premier tour | Victoire au premier tour | Victoire au premier tour |
| Présidentielle 2018 |          | ER       | 73.72    |          | KPRF     | 14.74    |          | LDPR     | 6,41     |          | GRANI    | 1,68     | Victoire au premier tour | Victoire au premier tour | Victoire au premier tour | Victoire au premier tour | Victoire au premier tour | Victoire au premier tour | Victoire au premier tour | Victoire au premier tour |
| Législative régionale 2018 |          | ER       | 41.01    |          | KPRF     | 25,95    |          | LDPR     | 11,94    |          | SRZP     | 9.41     | Victoire au premier tour | Victoire au premier tour | Victoire au premier tour | Victoire au premier tour | Victoire au premier tour | Victoire au premier tour | Victoire au premier tour | Victoire au premier tour |
| Législative 2021 |          | ER       | 42,63    |          | KPRF     | 26,74    |          | LDPR     | 11,22    |          | NL       | 5,74     | Tour unique              | Tour unique              | Tour unique              | Tour unique              | Tour unique              | Tour unique              | Tour unique              | Tour unique              |
| Gouvernorale 2022 |          | ER       | 86,23    |          | KPRF     | 7,12     |          | LDPR     | 2,66     |          | NL       | 2,35     | Victoire au premier tour | Victoire au premier tour | Victoire au premier tour | Victoire au premier tour | Victoire au premier tour | Victoire au premier tour | Victoire au premier tour | Victoire au premier tour |
| Législative régionale 2023 |          | ER       | 60,84    |          | KPRF     | 17,08    |          | NL       | 8,29     |          | LDPR     | 6,16     | Tour unique              | Tour unique              | Tour unique              | Tour unique              | Tour unique              | Tour unique              | Tour unique              | Tour unique              |
| Présidentielle 2024 |          | ER       | 87.96    |          | KPRF     | 4.32     |          | NL       | 3,71     |          | LDPR     | 2,38     | Victoire au premier tour | Victoire au premier tour | Victoire au premier tour | Victoire au premier tour | Victoire au premier tour | Victoire au premier tour | Victoire au premier tour | Victoire au premier tour |
| Ces chiffres de la Commission électorale centrale sont donnés à titre indicatif. Les élections ne sont pas considérées comme libres, pluralistes et justes en Russie,. |          |          |          |          |          |          |          |          |          |          |          |          |                          |                          |                          |                          |                          |                          |                          |                          |

### Représentation fédérale
La Bouriatie est l'un des sujets de la fédération de Russie, et il est soumis aux mêmes règles que les autres sujets et doit respecter la Constitution russe de 1993. Le Bouriatie forme pour les élections législatives russes la circonscriptions électorale de Bouriatie (no 9), qui recouvre l'ensemble de la république (at-large). La circonscription élit un député à la douma d'État, qui est actuellement Viatcheslav Damdintsourounov, du parti Russie unie, pour la VIIIe législature de 2021 à 2026.
La République, comme chaque sujet, est représentée au Conseil de la fédération par deux sénateurs. Le premier est élu par le pouvoir législatif (le Khoural) et le représente, tandis que le second est nommé par le pouvoir exécutif (gouvernement) et le représente. Le Khoural et le gouvernement élisent leurs représentants lorsqu'ils prennent leurs fonctions respectives. Le représentant du gouvernement est Viaycheslav Nagovitsyne (Russie unie) de septembre 2022 à septembre 2027, tandis que le représentant du conseil est Varfolomeïev Gueorguievitch (Russie unie) de septembre 2023 à septembre 2028.

### Subdivisions
Selon la loi de la république de Bouriatie « Sur la structure administrative-territoriale de la république de Bouriatie », le sujet de Russie comprend les unités administratives-territoriales suivantes, :
- 2 villes d'importance républicaine,
- 21 raïons qui comprennent :
  - 83 soums,
  - 157 selsoviets.

Dans le cadre de la structure municipale de la république, 287 municipalités ont été constituées dans les limites des unités administratives-territoriales de la Bouriatie, dont,:
- 2 okrougs urbains,
- 21 raïons municipaux, qui comprennent :
  - 16 établissements urbains,
  - 248 établissements ruraux.

## Population et société

### Démographie
La population de la république au 1er janvier 2018 était de 984,5 mille personnes. La densité de population était alors de 2,8 hab./km2, et plus de 40 % de la population vit dans les zones rurales ; les régions du sud de la république sont les plus peuplées.
Recensements et estimations de la population,,:
| 1926*   | 1939*   | 1959*   | 1970*   | 1979*   | 1989*     | 2002*   | 2010*   |
| ------- | ------- | ------- | ------- | ------- | --------- | ------- | ------- |
| 388 900 | 545 766 | 673 326 | 812 251 | 900 812 | 1 041 119 | 981 238 | 972 021 |

| 2012    | 2013    | 2014    | 2015    | 2016    | 2017    | 2018    | 2019    |
| ------- | ------- | ------- | ------- | ------- | ------- | ------- | ------- |
| 971 391 | 971 810 | 973 860 | 978 495 | 982 284 | 984 134 | 984 511 | 983 273 |

| 2020    | 2021    | 2022    | 2023    | - | - | - | - |
| ------- | ------- | ------- | ------- | - | - | - | - |
| 985 937 | 978 588 | 982 629 | 975 247 | - | - | - | - |

| 1939*   | 1959*   | 1970*   | 1979*   | 1989*   |
| ------- | ------- | ------- | ------- | ------- |
| 167 300 | 275 400 | 360 400 | 510 700 | 640 300 |

| 2002*   | 2010*   | 2021    | 2022    | - |
| ------- | ------- | ------- | ------- | - |
| 584 900 | 567 600 | 578 514 | 580 826 | - |

| 1939*   | 1959*   | 1970*   | 1979*   | 1989*   |
| ------- | ------- | ------- | ------- | ------- |
| 378 500 | 395 700 | 448 900 | 388 700 | 397 900 |

| 2002*   | 2010*   | 2021    | 2022    | - |
| ------- | ------- | ------- | ------- | - |
| 396 300 | 404 400 | 400 074 | 401 803 | - |

### Composition ethnique
Plus de cent nationalités et groupes ethniques différents sont présents en Bouriatie, parmi lesquels des Russes (69,9 %), des Bouriates (24 %), des Ukrainiens (2,2 %), des Tatars (1 %) et des Biélorusses (0,5 %) (statistiques du recensement de 1999).
| Ethnies                                                                                                   | Rec. 1939      | Rec. 1959      | Rec. 1970      | Rec. 1979      | Rec. 1989      | Rec. 2002      | Rec. 2010      | Rec. 2021      |
| --- | -------------- | -------------- | -------------- | -------------- | -------------- | -------------- | -------------- | -------------- |
| Russes | 393,1 (72,1 %) | 502,6 (74,6 %) | 597,0 (73,5 %) | 647,8 (72,1 %) | 726,2 (69,9 %) | 665,5 (67,8 %) | 630,8 (64,9 %) | 581,7 (59,4 %) |
| Bouriates (y compris Soyotes)                                                                             | 116,4 (21,3 %) | 135,8 (20,1 %) | 178,7 (22,0 %) | 206,9 (23,0 %) | 249,5 (24,0 %) | 272,9 (27,8 %) | 286,8 (29,5 %) | 299,5 (30,6 %) |
| dont Soyotes                                                                                              |                |                |                |                |                | 2,7 (0,3 %)    | 3,6 (0,4 %)    | 4,3 (0,4 %)    |
| Tatars | 3,8 (0,7 %)    | 8,0 (1,2 %)    | 10,0 (1,2 %)   | 10,3 (1,1 %)   | 10,5 (1,0 %)   | 8,2 (0,8 %)    | 6,8 (0,7 %)    | 4,0 (0,4 %)    |
| Évenks | 1,8 (0,3 %)    | 1,3 (0,2 %)    | 1,7 (0,2 %)    | 1,5 (0,16 %)   | 1,7 (0,16 %)   | 2,3 (0,2 %)    | 2,9 (0,3 %)    | 2,9 (0,3 %)    |
| Ukrainiens                                                                                                | 13,4 (2,4 %)   | 10,1 (1,3 %)   | 10,8 (1,2 %)   | 15,3 (1,7 %)   | 22,9 (2,2 %)   | 9,6 (1,0 %)    | 5,6 (0,7 %)    | 2,0 (0,2 %)    |
| Les ethnies comptant plus de 2 000 habitants sont représentés, ainsi que les peuples autochtones du Nord. |                |                |                |                |                |                |                |                |

### Santé
Dans la république de Bouriatie, selon les données disponibles pour 2018, sont enregistrés chaque année :
- 611 patients diagnostiqués avec une infection par le VIH ;
- 3152 patients diagnostiqués avec des tumeurs malignes ;
- 758 patients tuberculeux ;
- 69 patients soignés pour toxicomanie ;
- 554 personnes alcooliques ;
- 529 patients diagnostiqués avec la syphilis.

### Éducation et science
| Établissements en 2009                 | Établissements en 2009                 | Établissements en 2009 |
| -------------------------------------- | -------------------------------------- | ---------------------- |
| Niveau                                 | Niveau                                 | Nombre                 |
| Écoles publics                         | Écoles publics                         | 517                    |
|                                        | Primaire                               | 104                    |
|                                        | Enseignement général de base           | 43                     |
|                                        | Enseignement secondaire général        | 370                    |
| Lycée                                  | Lycée                                  | 20                     |
| Avec une étude approfondie / technique | Avec une étude approfondie / technique | 46                     |
| Écoles nationales                      | Écoles nationales                      | 152                    |
| Écoles privées                         | Écoles privées                         | 6                      |

Le centre scientifique de Bouriatie est le Centre scientifique bouriate de la ivision sibérienne de l'Académie des sciences de Russie, qui abrite 5 instituts scientifiques et 1 département. Le centre scientifique abrite également un centre de manuscrits et de gravures sur bois orientaux, un musée, des archives scientifiques, une imprimerie et une bibliothèque.
Au centre se trouvent des bâtiments séparés à l'Institut géologique de la division sibérienne de l'Académie des sciences de Russie, au Centre des manuscrits orientaux et à l'imprimerie du BSC. Avec des bâtiments résidentiels pour les employés, des locaux de production et techniques, un jardin d'enfants, etc., le complexe forme une mini-ville scientifique. Le centre scientifique emploie 963 employés, dont 2 académiciens de l'Académie des sciences de Russie, 1 membre correspondant de l'Académie des sciences de Russie, 75 docteurs en sciences et 272 candidats en sciences.
Au cours de l'année scolaire 1914-1915, 13 400 élèves ont étudié dans l'enseignement général, principalement dans les écoles primaires, sur le territoire de la Bouriatie ; Il n'existait pas d'établissements d'enseignement secondaire spécialisé ou supérieur. Au cours de l'année scolaire 1969/1970, 203,9 mille élèves étudiaient dans 711 écoles d'enseignement général, 8,9 mille élèves dans 33 écoles professionnelles et 20,9 mille élèves dans 23 établissements d'enseignement secondaire spécialisé et 19,8 mille étudiants dans quatre universités.

#### Établissements d'enseignement supérieur
- Institut d'économie et de droit du Baïkal,
- Académie agricole d'État de Bouriate nommée d'après. V.R. Filippova,
- Université d'État de Bouriate,
- Institut national de la culture de Sibérie orientale,
- Université d'État de technologie et de gestion de Sibérie orientale

#### Établissements d'enseignement secondaire spécialisé
Principaux établissements spécialiés:
- Collège médical de base du Baïkal ;
- Collège Baïkal d'utilisation du sous-sol ;
- Collège Baïkal de tourisme et de service ;
- Collège agraire bouriate M. N. Ierbanova ;
- Collège bouriate de technologie et de foresterie ;
- Collège industriel républicain bouriate ;
- Collège républicain multidisciplinaire bouriate des technologies innovantes ;
- Collège pédagogique républicain bouriate ;
- Collège républicain bouriate de construction et de technologies industrielles ;
- Collège chorégraphique républicain bouriate L.P. Sakhianova et P.T. Abacheïeva ;
- Collège énergétique Gusinoozerski ;
- Ecole technique multidisciplinaire de Djida ;
- Collège agro-industriel Zakamenski ;
- Collège des Arts P.I. Tchaïkovski ;
- Collège des Arts Traditionnels des Peuples de Transbaïkalie ;
- Collège Polytechnique ;
- Collège médical de base républicain I.R. Radnaïeva ;
- École technique interdisciplinaire républicaine ;
- Collège républicain à plusieurs niveaux ;
- Collège d'aviation d'Oulan-Oudé ;
- Collège des transports ferroviaires d'Oulan-Oudé ;
- Collège commercial et économique d'Oulan-Oudé ;
- etc.

#### Instituts et départements
- Institut Baïkal de gestion de la nature de la SB RAS
- Institut géologique de la SB RAS
- Institut d'études mongoles, bouddhistes et tibétaines de la SB RAS
- Institut de Biologie Générale et Expérimentale de la SB RAS
- Institut de science des matériaux physiques de la SB RAS
- Département de recherche économique régionale du BSC de la SB RAS

#### Autres divisions
- Centre des manuscrits et gravures sur bois orientaux
- Musée du BSC de la SB RAS
- Bibliothèque scientifique centrale du BSC de la SB RAS
- Centre de surveillance spatiale
- Archive scientifique de la copie d'archives du BSC de la SB RAS

Dans le raïon de la Tounka, il y a l'observatoire Saïan de l'ISTP de la SB RAS en face du mont Mounkou-Sardyk dans la région du village de Mondy, des observatoires radioastrophysiques et radioastronomiques près de Badary et un observatoire géophysique (le village de Tory).

## Économie

### Généralités
La république de Bouriatie est l'une des régions de Russie à économie de type industrialo-agraire. Selon Rosstat, le produit régional brut de la république s'élevait à 987,186 5 milliards de roubles en 2021, soit le 62e des 85 sujets russes. Elle est positionnée entre la Tchouvachie au-dessus et l'oblast de Novgorod en dessous. Dans le district fédéral extrême-oriental, elle est le 8e des 11 sujets du district, avec le kraï de Transbaïkalie juste au-dessus et l'oblast autonome juif en-dessous. En 2017, le volume des investissements était de 41,5 milliards de roubles.
En 2017, la république représentait 0,3 % du PIB russe et 4,7 % du PIB du district fédéral extrême-oriental. En 2017, le PIB par habitant était de 210 300 roubles/hab., soit seulement 33,5 % de la moyenne russe. En 2017, le taux de chômage était de 9,6 %, alors qu'il était de 13,7 % en 2009.
Le produit régional brut se répartissait ainsi en 2017:
- Industrie : 23,6 % ;
- Transport et communications : 15,4 % ;
- Commerce : 13,9 %
- Construction : 6,5 %
- Agriculture : 6,5 %
- Prestations de services et autres : 36,2 %

### Énergie

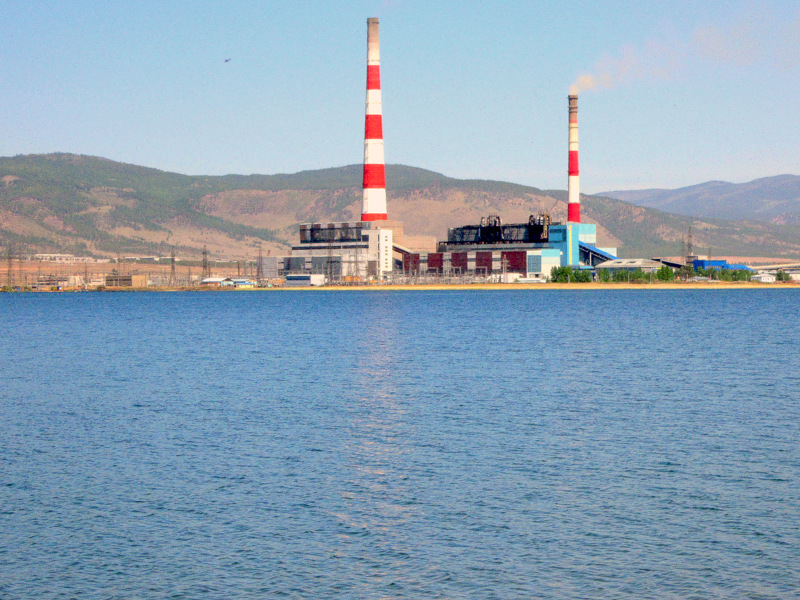
Centrale thermique de Goussinooziorsk.

Le système énergétique de la république fonctionne dans le cadre du système énergétique de la Russie. En 2013, la consommation d'électricité dans le système énergétique bouriate s'élevait à 5 484 millions de kWh, la production des centrales électriques était de 5 391,8 millions de kWh, la consommation électrique maximale était de 969 MW, la capacité installée des centrales électriques à la fin de l'année était de 1 333,77 MW. La consommation électrique maximale historique est de 1 255 MW et a été atteinte en 1992.
Il existe deux centrales électriques, utilisant de la houille comme combustible principal, en activité sur le territoire de la république :
1. Centrale thermique de Goussinooziorsk, propriété de Inter RAO, est une centrale thermique d'une capacité installée de 1 130 MW fin 2013. En 2013, la centrale électrique a produit 4 823,1 millions de kWh d'électricité, soit 89,45 % de la production totale de la Bouriatie[107].
2. Centrale de cogénération d'Oulan-Oudé, propriété de la Société de production territoriale no 14, est une centrale de cogénération d'une capacité installée de 148,77 MW fin 2013. En 2013, la centrale thermique a produit 442,8 millions de kWh d'énergie électrique, soit 8,2 % de la production totale de la Bouriatie[107].

La Bouriatie compte six centrales solaires à Bitchoura (10 MW), à Khorinsk (15 MW), à Tarbagataï (15 MW), à Kabansk (15 MW), à Kiakhta (15 MW) et à Toreï (45 MW). Par ailleurs, l'usine de pâtes de papiers a une centrale thermique d'une puissance de 36 MW, et d'autres centrales diesel permettent un ajout en urgence en 2013 de 18,4 MW.
La consommation de chauffage de la république de Bouriatie s'élevait à 7 395 000 Gcal en 2013. Les plus grands fournisseurs d'énergie thermique sont les entreprises de la Société de production territoriale no 14 (Centrale de cogénération d'Oulan-Oudé avec 1 596,7 mille Gcal, centrale de cogénération d'Oulan-Oudé avec 893,1 mille Gcal, centrale de cogénération de Timliouï avec 74,9 mille Gcal mille Gcal) ; la centrale thermique de Goussinooziorsk avec 240,2 mille Gcal ; la centrale thermique de l'usine de pâtes et papiers de Selenguinsk avec 158,2 mille Gcal. En plus des centrales répertoriées, environ 673 chaufferies fournissent de l'énergie thermique.

### Tourisme

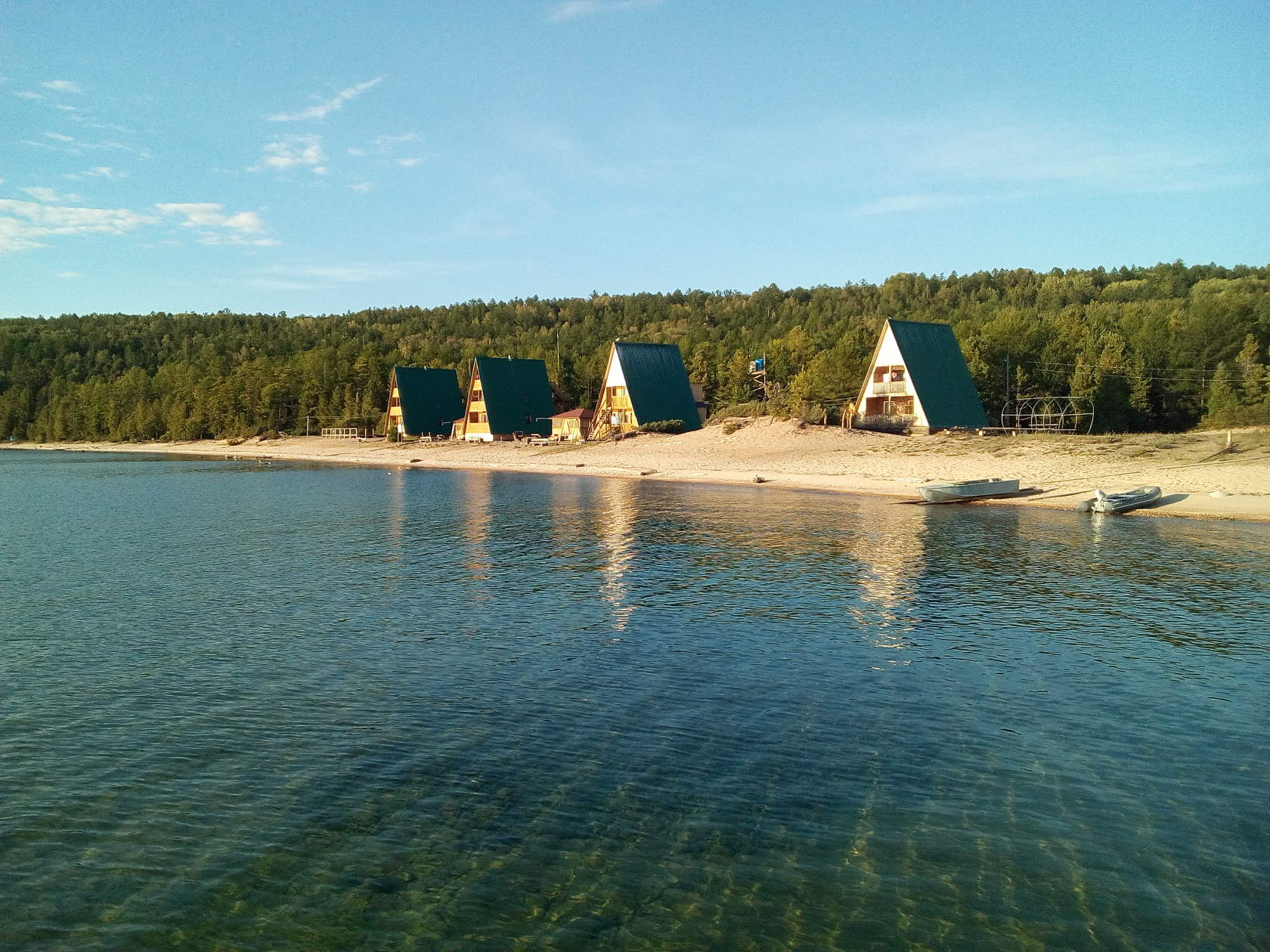
Gîtes sur le Baïkal.

Au début de 2017, il y avait 256 hôtels avec 6 600 lits et 86 établissements de sanatoriums et de villégiature et organismes de loisirs avec 6 000 lits. En 2017, 373,3 mille touristes ont visité la Bouriatie, ce qui a rapporté 2,6 milliards de roubles à la Bouriatie.
En 2017, les touristes venaient à hauteur de 45 % de la Mongolie, à 29 % de la Chine, à 6 % de la Corée du Sud. Par ailleurs, 3 % des touristes venaient d'Allemagne, 2,3 % de France, 1,7 % du Japon et 1,3 % du Royaume-Uni.

### Industrie
La base du complexe industriel de Bouriatie comprend aujourd'hui les industries de la construction mécanique, de la métallurgie, de l'énergie électrique, de la métallurgie des non-ferreux, de l'alimentation, des combustibles, de la sylviculture, du travail du bois et des pâtes et papiers, qui représentent 95,1 % du volume brut des produits industriels produits dans la république.
L'une des industries les plus importantes en Bouriatie est l'industrie minière, extraction de l'or, extraction du charbon et extraction des métaux non ferreux.

### Agriculture

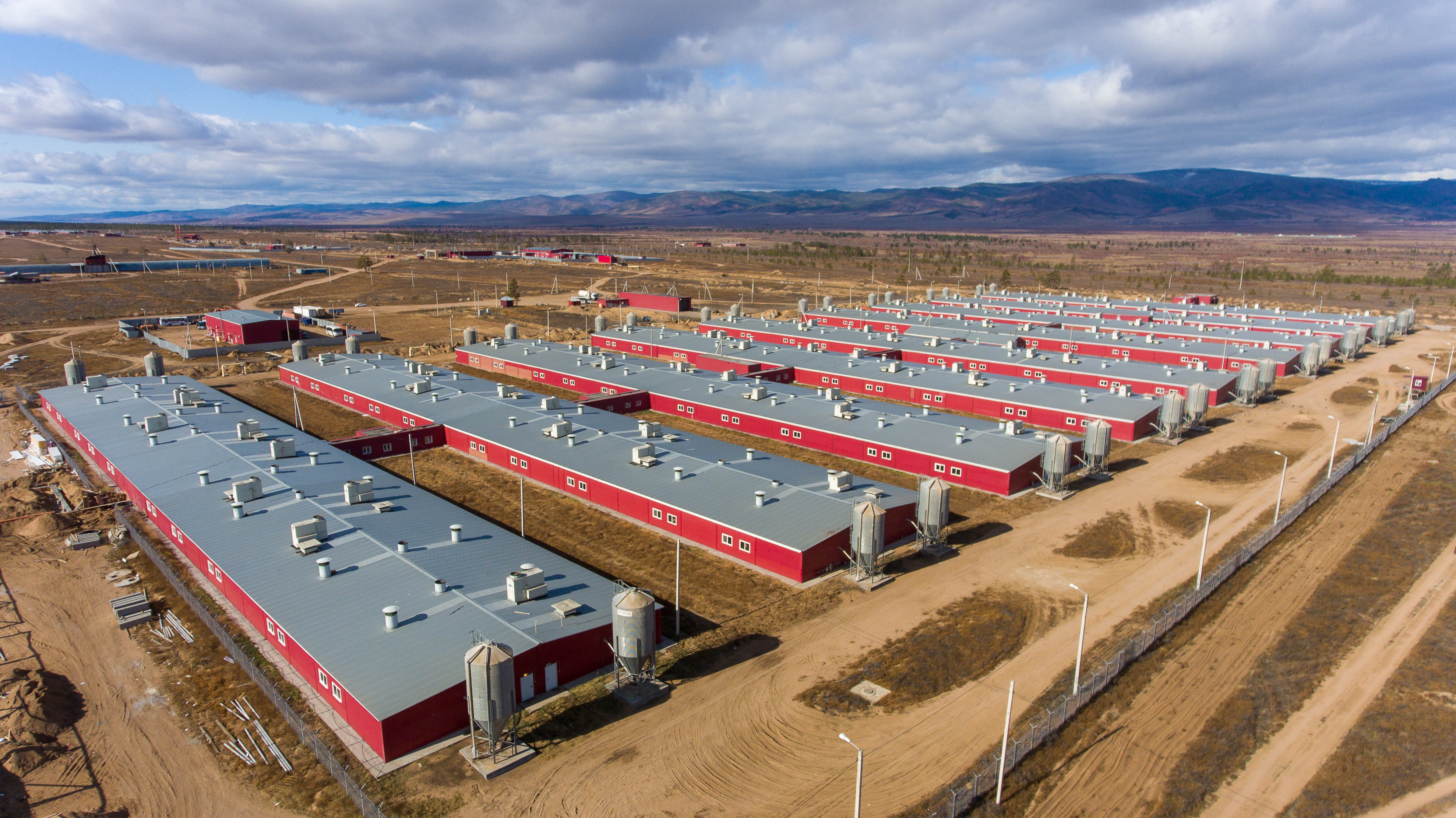
Bâtiments d'élevage.

Le complexe agro-industriel de Bouriatie produit une part importante de l’approvisionnement alimentaire de la Sibérie orientale. La combinaison unique des latitudes méridionales et de la disponibilité des ressources en eau constitue la base du développement actif de l'agriculture dans la république.
Le secteur agro-industriel de Bouriatie génère 10 % du PIB, et emploie 9,8 % de la population. Les produits agricoles en 2019 s'élevaient à 16,5 milliards de roubles, dont : la production végétale 5,3 milliards de roubles, la production animale 11,2 milliards de roubles. La superficie des terres agricoles est de 3,154 millions d'hectares, y compris les terres arables, 847 mille hectares.
| Superficies ensemencées : | Superficies ensemencées : | Superficies ensemencées : | Superficies ensemencées : | Superficies ensemencées : | Superficies ensemencées : |
| année                     | 1959                      | 1990                      | 2000                      | 2005                      | 2015                      |
| ------------------------- | ------------------------- | ------------------------- | ------------------------- | ------------------------- | ------------------------- |
| ha                        | 846 000                   | 767 800                   | 361 600                   | 221 800                   | 154 000                   |

## Environnement
La Bouriatie est une région située à la jonction de l'Asie centrale et de l'Asie du Nord, à la frontière des influences de l'Altantique et du Pacifique. Les caractéristiques orographiques déterminent une grande partie de la biodiversité de la région. Son environnement possède aussi le lac Baïkal, inscrit au patrimoine naturel mondial de l'UNESCO.

### Flore
La flore de la Bouriatie est représentée par 5 280 espèces, et les forêts recouvrent 73 % de son territoire.
Les données objectives obtenues à partir du traitement des images satellite montrent des dommages importants au fonds forestier causés de 2001 à 2019. La déforestation a suscité des inquiétudes parmi le Fonds mondial pour la nature et les résidents locaux ; et peut causer des dommages économiques importants. Ainsi, selon les données du Global Forest Watch pour 2000-2018, environ 16 % de toutes les forêts (par superficie) ont été perdues.

### Faune
La faune de la Bouriatie est riche, avec 4 610 animaux recensés d'après le gouvernement bouriate en 2022. Parmi les espèces animales, il y a 414 oiseaux, 88 mammifères, 66 poissons, 7 reptiles et 5 amphibiens.

Faune (sélection) :
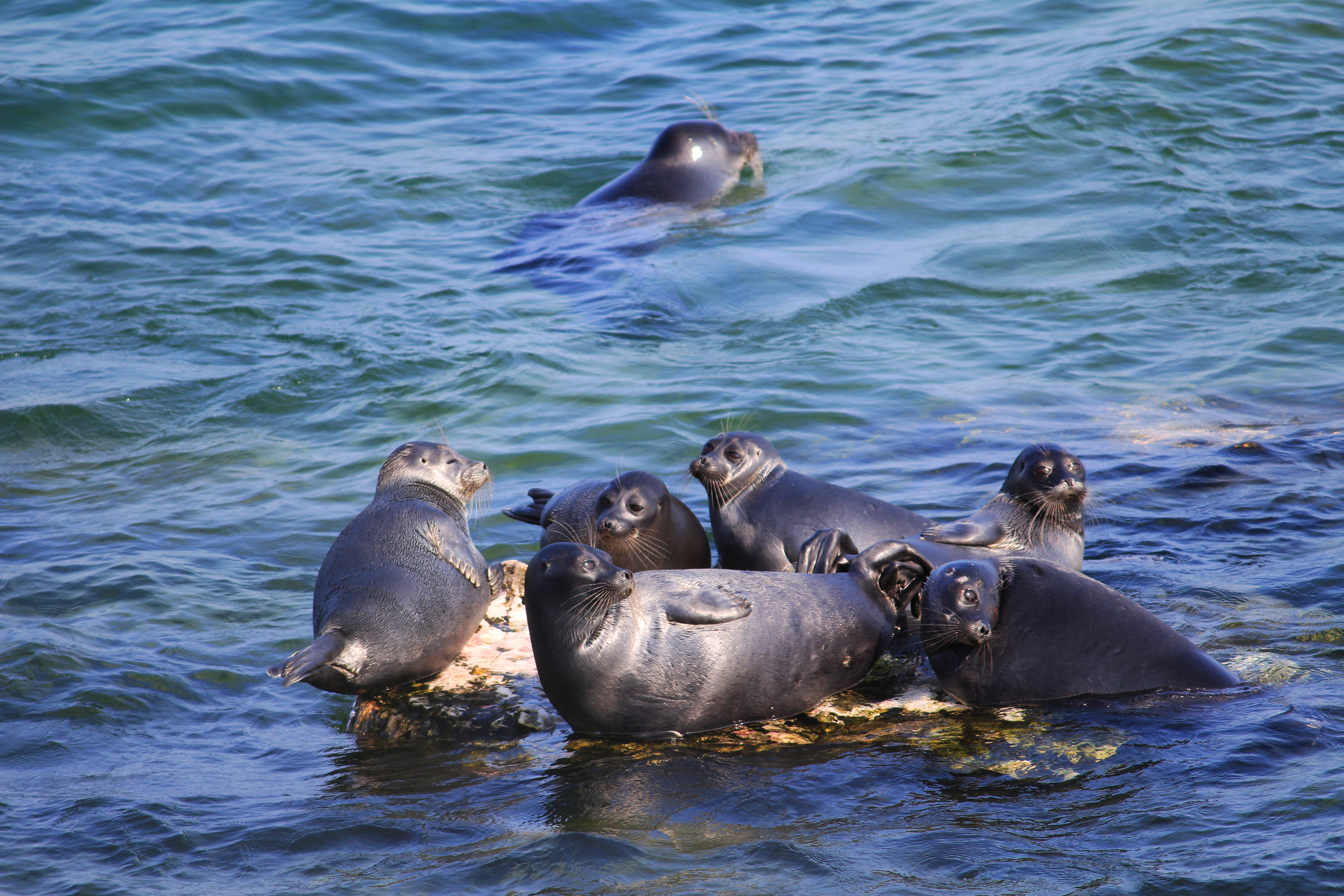
Phoque de Sibérie.
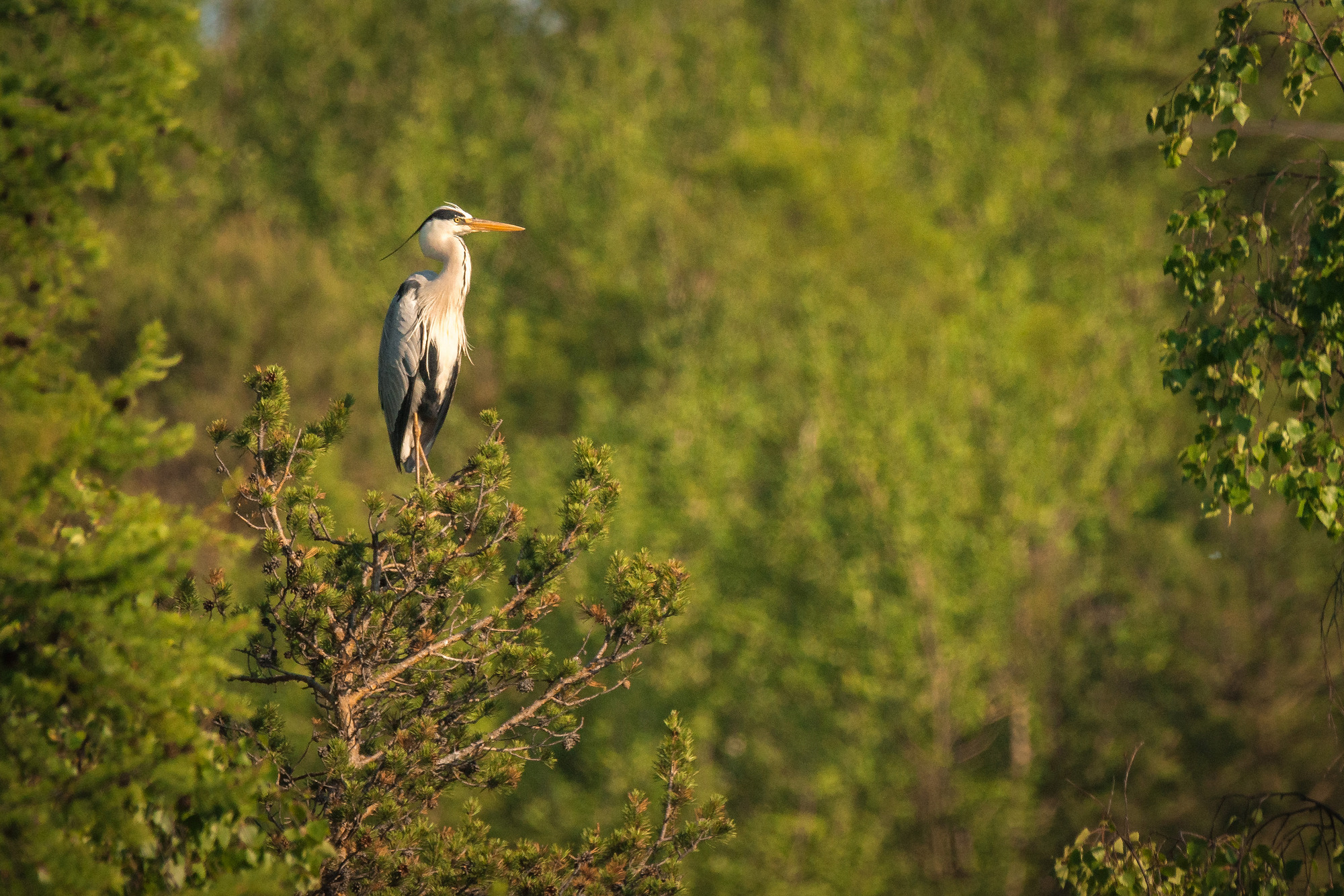
Héron cendré.
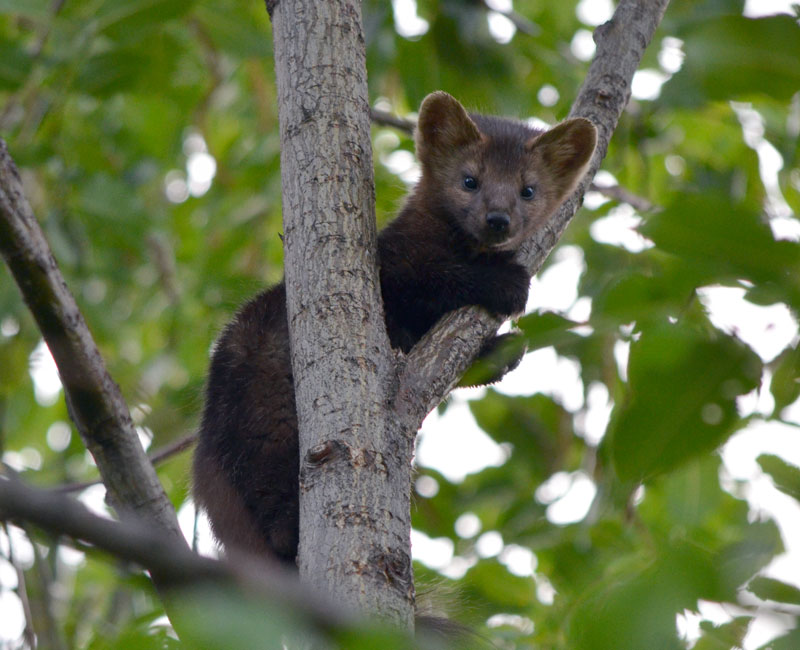
Zibeline.
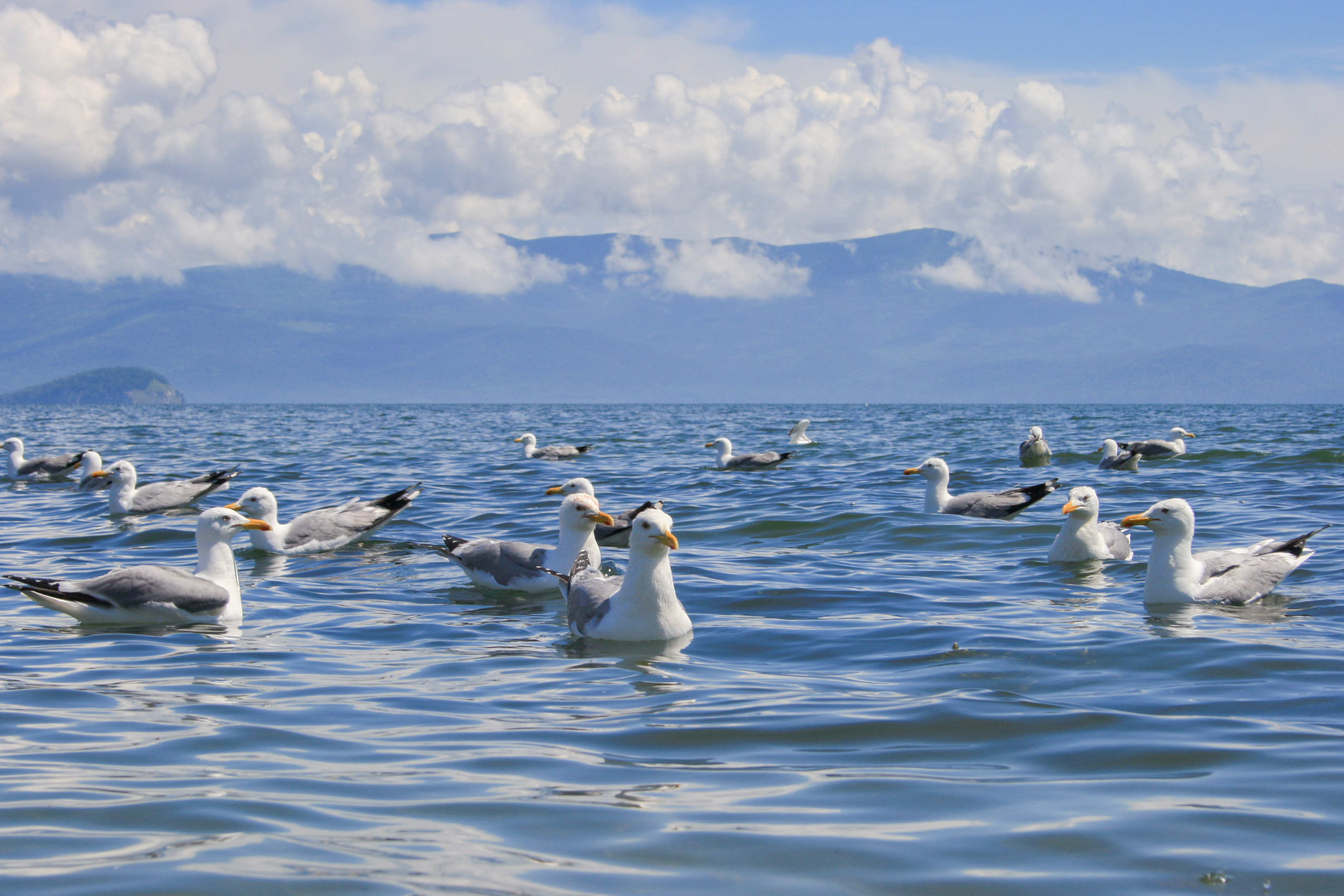
Mouettes.

### Réserves naturelles et parcs nationaux
Les aires protégées de la Bouriatie sont réparties en aires d'importance fédérale, avec 2 réserves de biosphère et 1 réserve naturelle, 2 parcs nationaux et 3 réserves naturelles d'État ; mais aussi d'importance régionales 13 zakazniks, un parc naturel, une zone de loisirs et 57 monuments naturels. Enfin, il y a 5 zones de loisirs d'importance locale.

## Culture
Autrefois les Bouriates vivaient en tribus dont la majorité des membres étaient parents. À la tête de chacune d’elles se tenait un prince dont le pouvoir se transmettait héréditairement. La terre était à la disposition de tous, mais le bétail relevait de la propriété privée. Peu à peu, un groupe de princes dirigeants, constitués de riches possédants, émergea et prit l’ascendant sur des princes subalternes, eux-mêmes exploitant les populations les plus pauvres. Il en résulta que, vers le XVIIe siècle, probablement sous l’influence du tsarat de Russie, les Bouriates évoluèrent d'un système communautaire vers un régime féodaliste.
Autre originalité de la culture bouriate, il existait une tradition de vengeance de sang qui sanctionnait d’une amende « anza » toutes sortes de crimes et notamment le meurtre. Parfois l'affaire pouvait s'arranger grâce à un serment prêté à un endroit sacré, mais généralement le non-paiement immédiat de cette amende amenait à une exécution.
Au XVIIe, un ambassadeur russe, Starkoff, rapporta du thé à la cour du tsar et ainsi débuta le commerce de thé entre la Russie et la Chine. Il devint vite la boisson la plus populaire des Russes et fut acheminé par la voie commerciale des caravanes entrée dans l'histoire sous le nom de « grande route du thé ». Le thé était transporté à Irkoutsk, devenu le carrefour des voies marchandes entre l’Europe et l’Asie, à travers le territoire bouriate et le lac Baïkal. Généralement la caravane voyageait pendant plus d'un an. D’Irkoutsk, le thé était expédié aux foires de Tobolsk, Tioumen, Nijni Novgorod et de bien d'autres villes avant d’être finalement diffusé à travers toute la Russie. La route du thé avait une longueur totale de 9 000 à 10 000 kilomètres et, par son volume d'affaires, occupait la deuxième place, directement derrière la route de la soie.

### Musées
En 2007, il y avait 5 musées d'État, 19 musées municipaux et plus d'une centaine de musées de colonies et d'écoles en Bouriatie. Leurs collections comptent plus de 250 000 pièces. Le plus ancien musée de Bouriatie, le Musée de Khiakhta des traditions locales, a été créé le 1er janvier 1890.
Les musées les plus visités et les plus connus de la république sont :

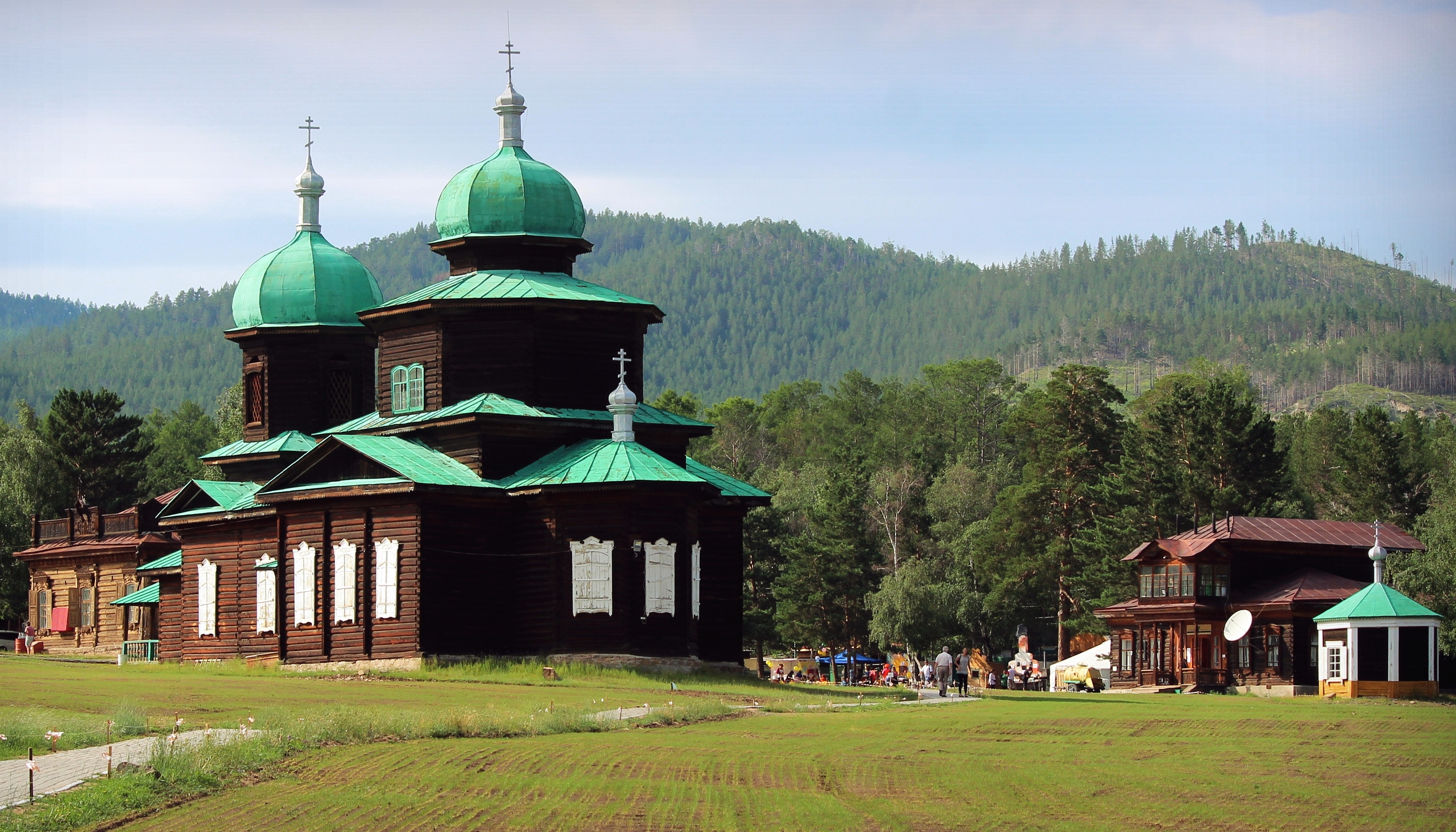
Musée de Khiakta des traditions locales ;
- Musée des décembristes à Novosselenguinsk ;
- Musée de l'Histoire de la Bouriatie ;
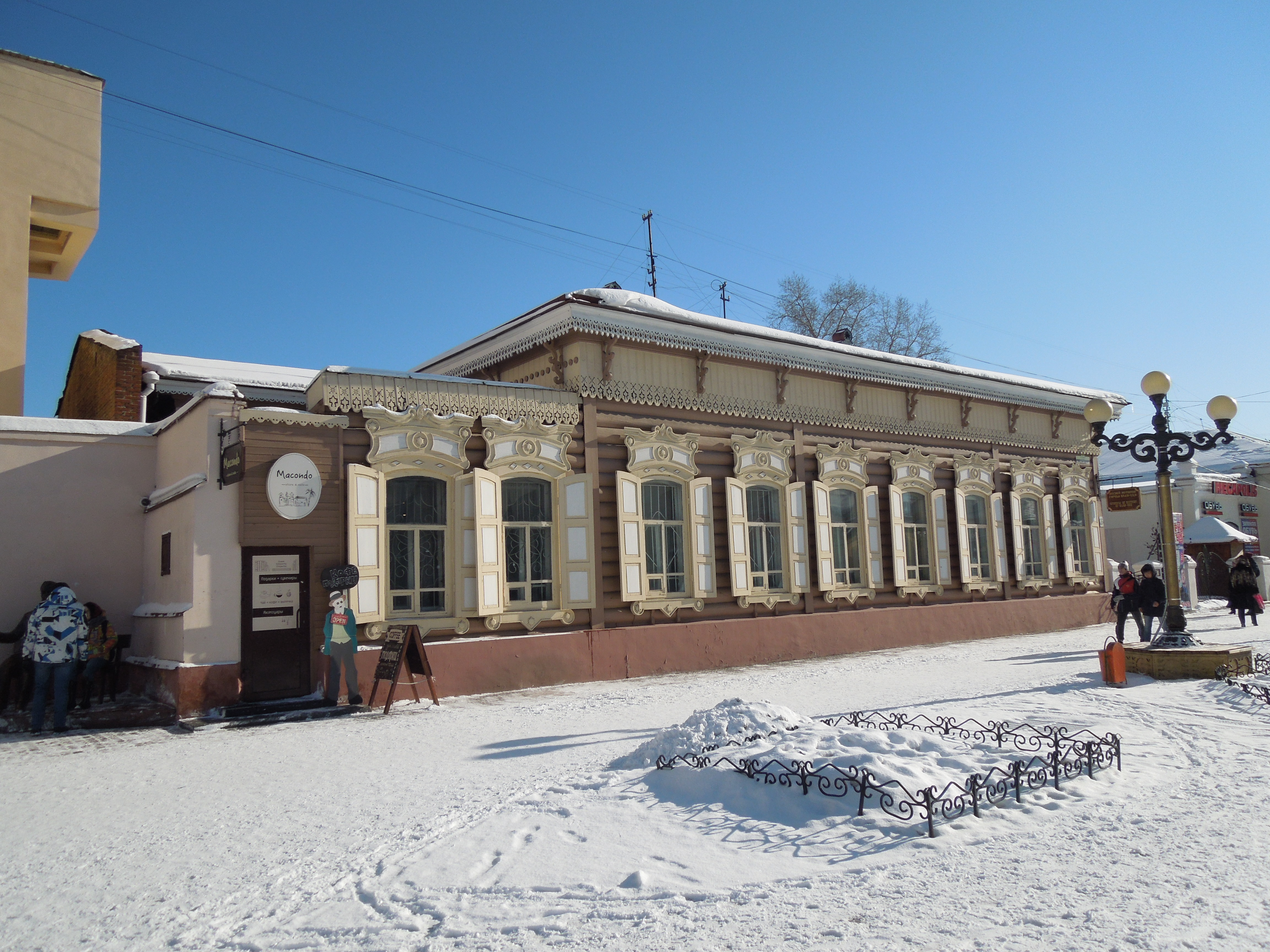
Musée de l'histoire de la ville d'Oulan-Oudé ;
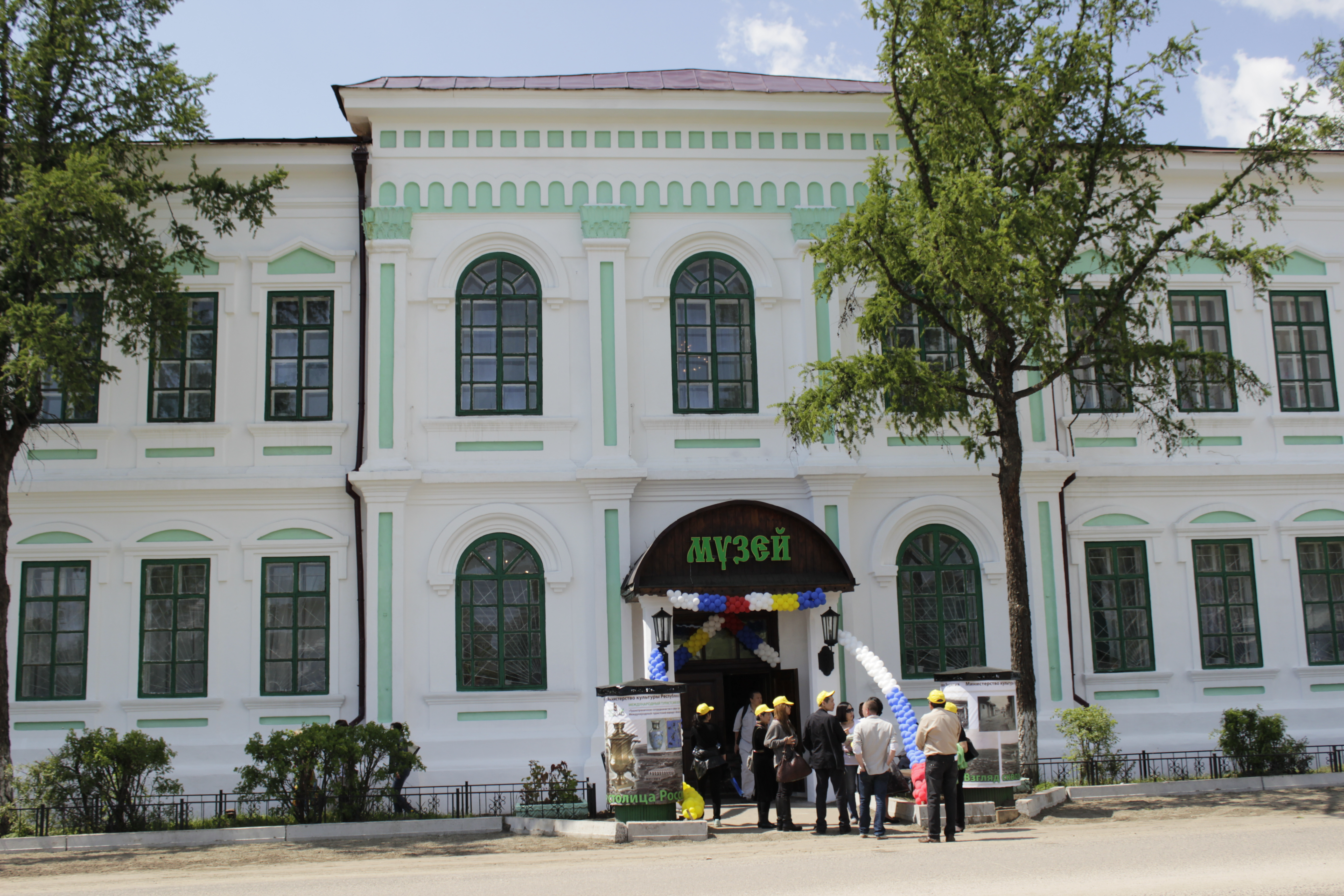
Musée de la Nature de Bouriatie ;
- Musée d'art Sampilova ;
- Musée ethnographique des peuples de Transbaïkalie.

- Musée ethnographique des peuples de Transbaïkalie.
- Musée d'histoire d'Oulan-Oudé.
- Musée de Kiakhta.

### Sports
En 2007, les athlètes de la république de Bouriatie ont participé à des compétitions majeures aux niveaux russe et international et ont remporté 380 médailles, dont 133 d'or, 117 d'argent et 130 de bronze. L'Agence républicaine pour la culture physique et les sports, en collaboration avec les fédérations sportives, a organisé plus de 600 événements d'éducation physique, de santé et de sport, y compris des événements de masse et nationaux.

### Religion
Religions de la Bouriatie(2012)
- Russe orthodoxe (27 %)
- Bouddhisme tibétain et Chamanisme mongol. (20 %)
- Christianisme non affilié (4,2 %)
- Orthodoxes vieux-croyants (1,8 %)
- Spirituel mais non religieux (25 %)
- Athéisme et Irréligion (13 %)
- autres et non déclarés (19 %)

Trois religions principales sont présentes en Bouriatie : le bouddhisme tibétain, le christianisme orthodoxe et le chamanisme mongol. Selon le bureau du ministère de la Justice de Russie pour la république de Bouriatie, au 1er janvier 2017, 234 organisations religieuses étaient enregistrées en Bouriatie.
Il y a entre un demi-million et un million de bouddhistes en Russie, principalement en Bouriatie, dans la région de Touva et en Kalmoukie.
Le 14e dalaï-lama a visité la Bouriatie et la région de Touva en 1992. Yeshe Lodoi Rinpoché, un grand lama tibétain qui a eu pour maître spirituel un lama bouriate, est venu d’Inde en 1993 pour s’installer et enseigner en Bouriatie ; il a depuis acquis la nationalité russe.

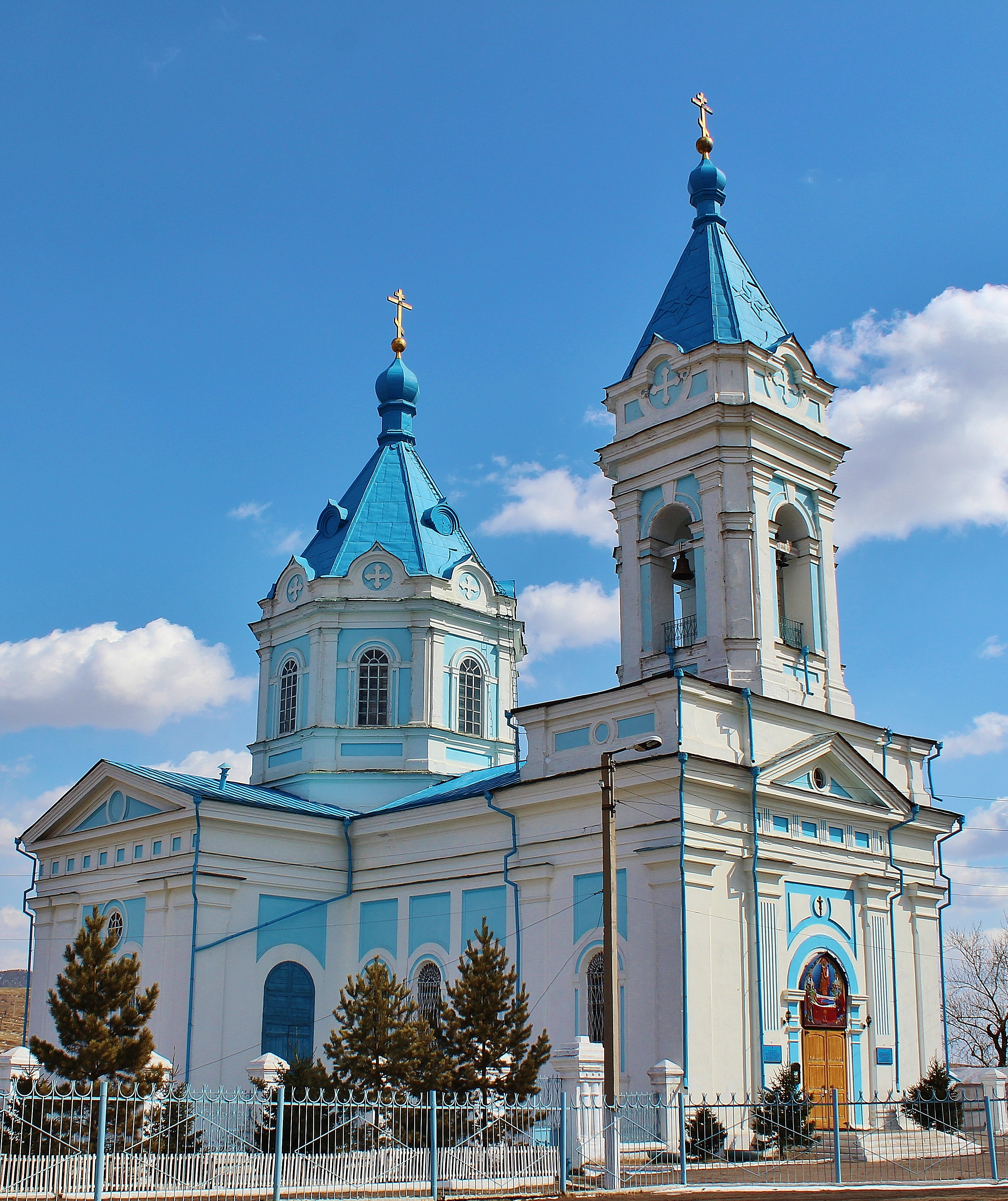
Église orthodoxe à Kiakhta.
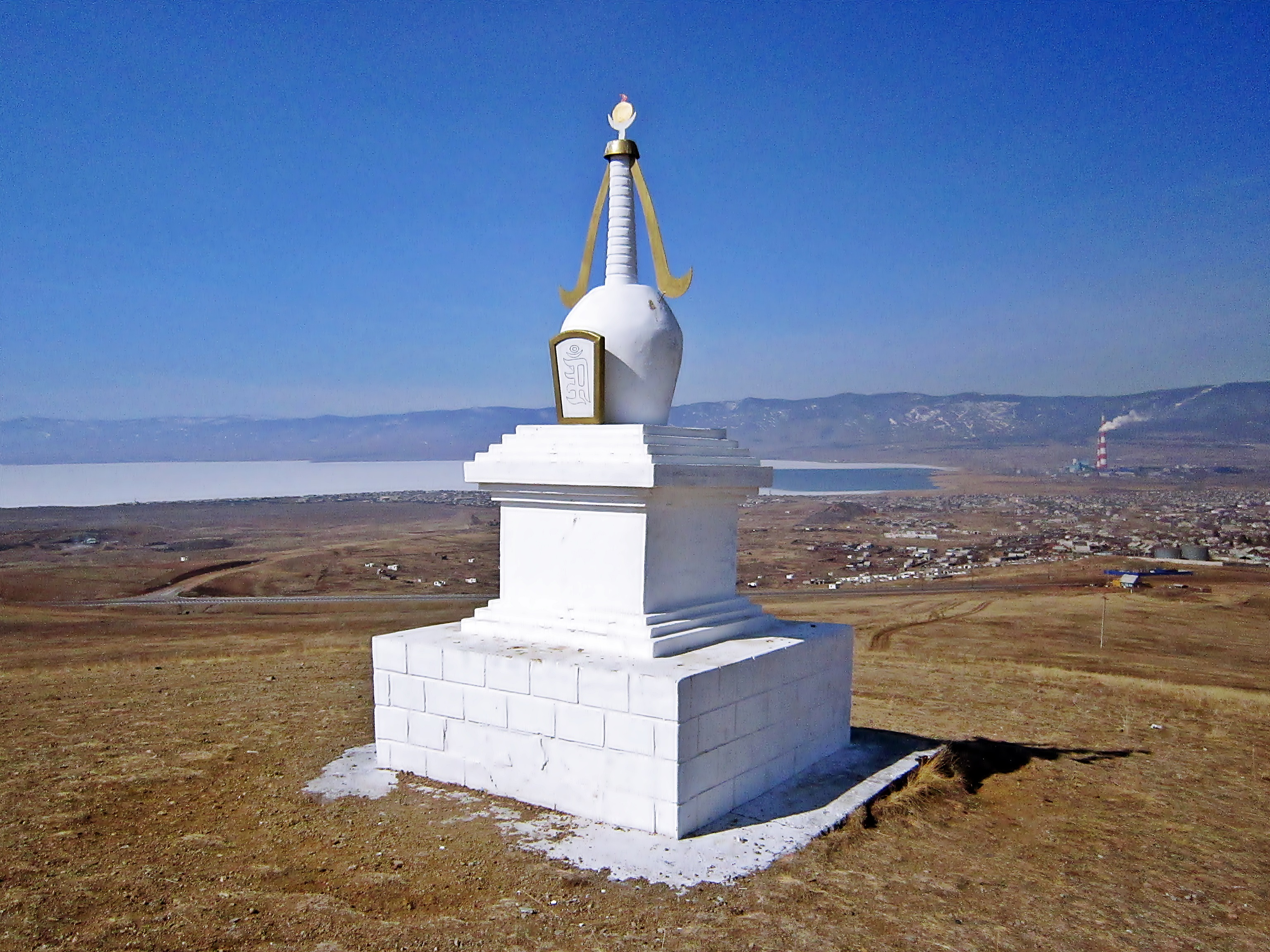
Stūpa à Goussinooziorsk.
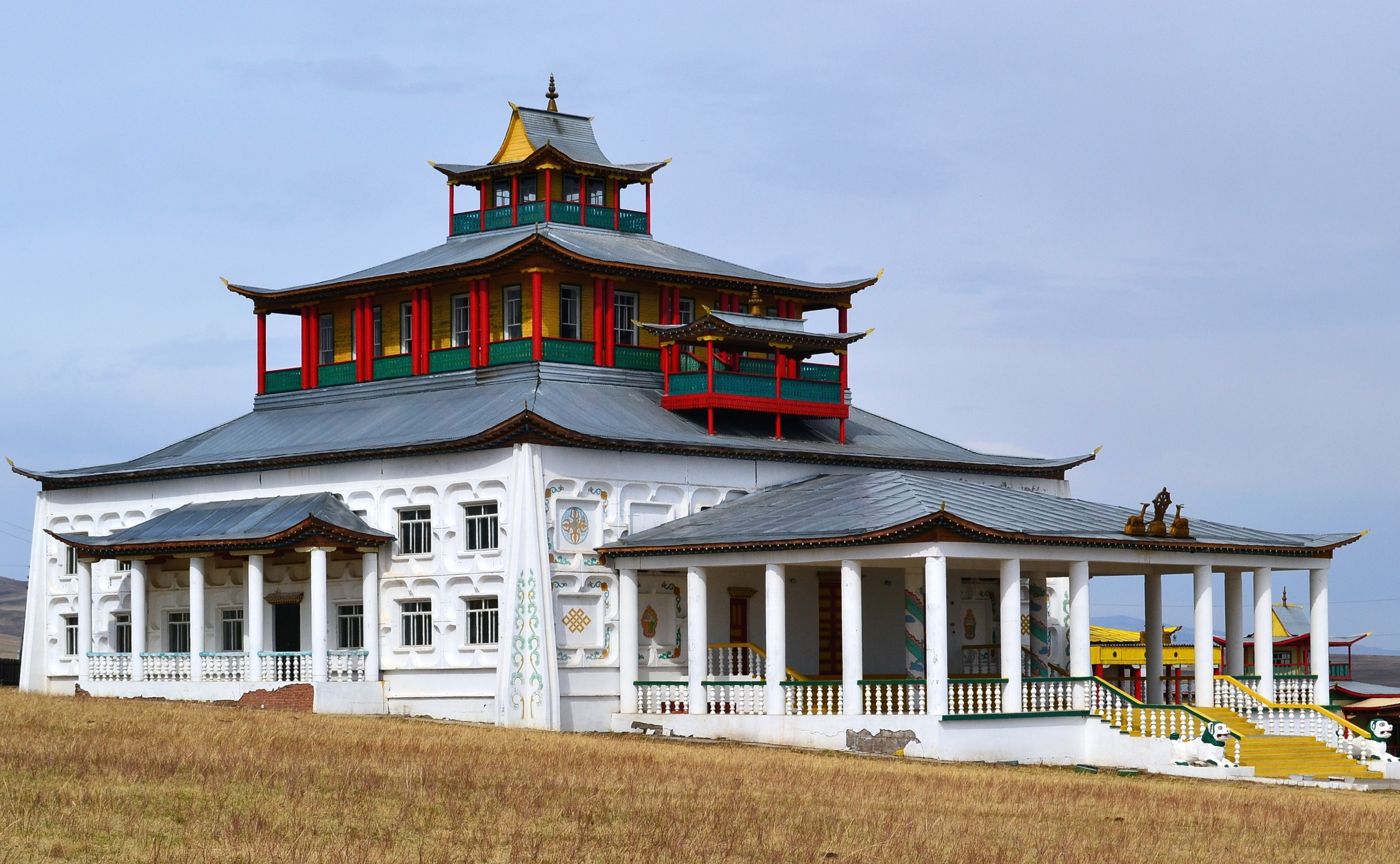
Dratsang à Gueguetouï.

### Objets patrimoniaux culturels
Au 1er janvier 2018, la Bouriatie recensait 1 632 objets patrimoniaux culturels sous la protection de l'État. Parmi eux, 240 nécessitaient des travaux de réparation et de restauration.

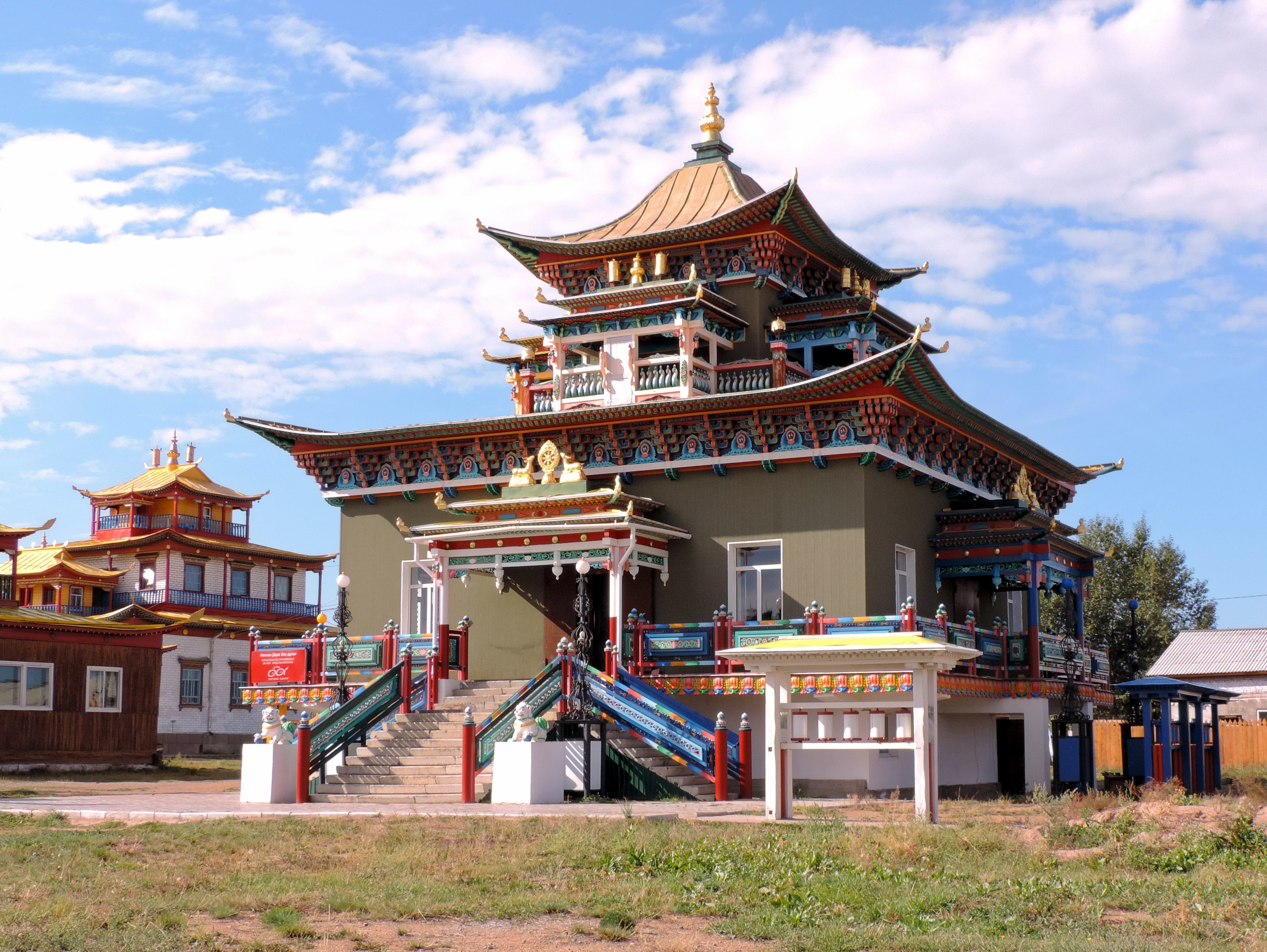
Datsan d'Ivolguinsk.
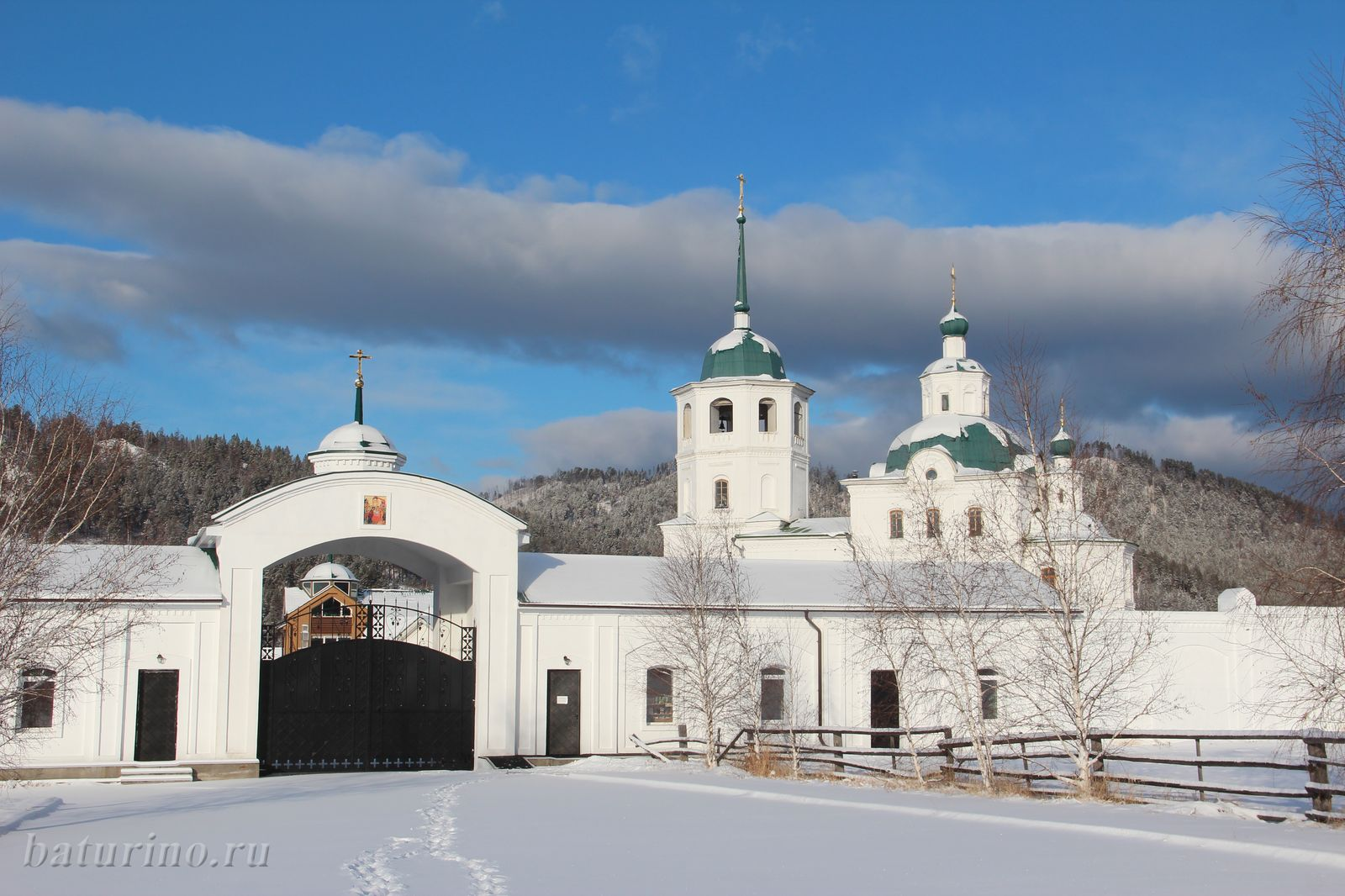
Monastère Sretenski (raïon Baïkalien)
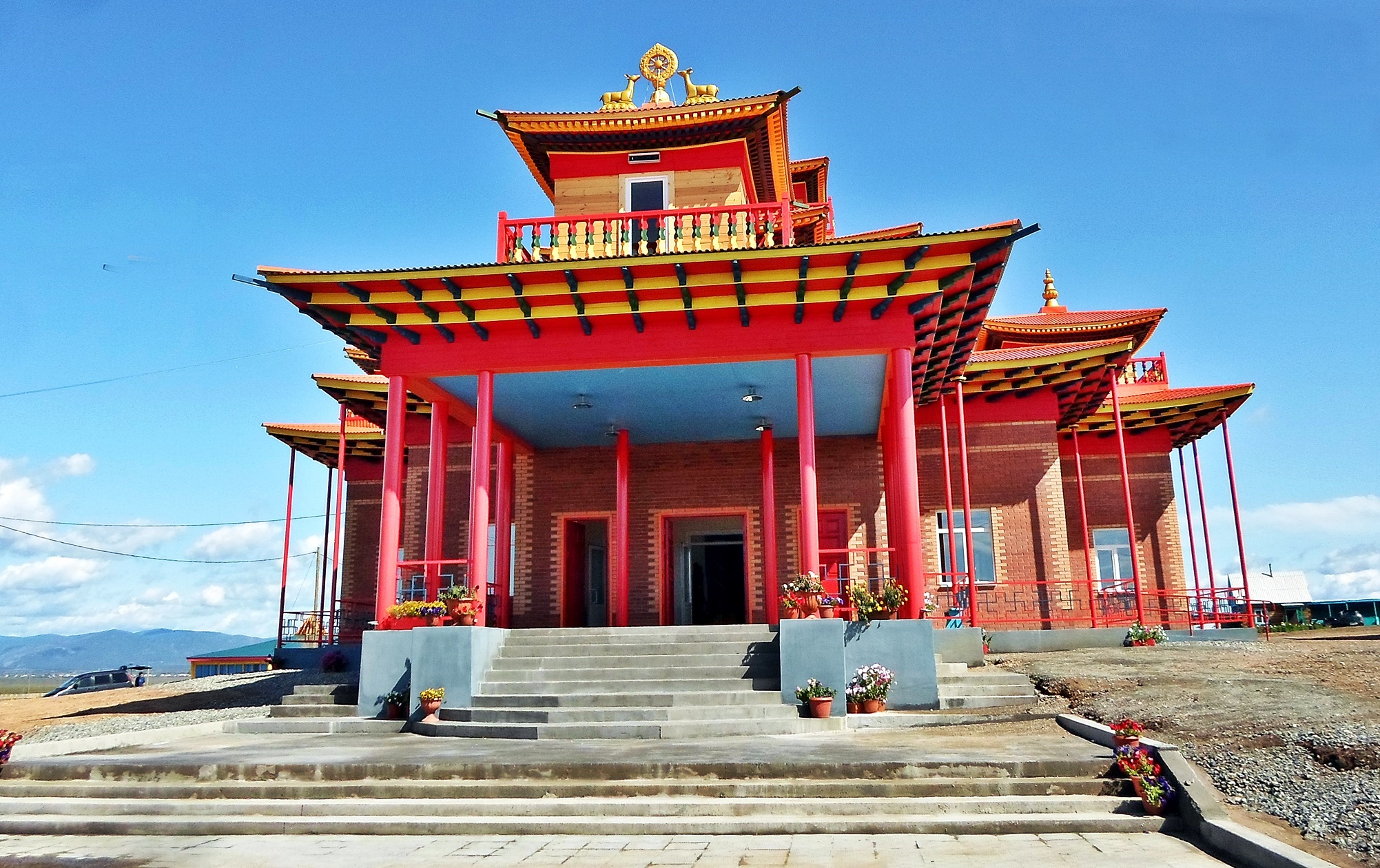
Datsan Zagutaïski.
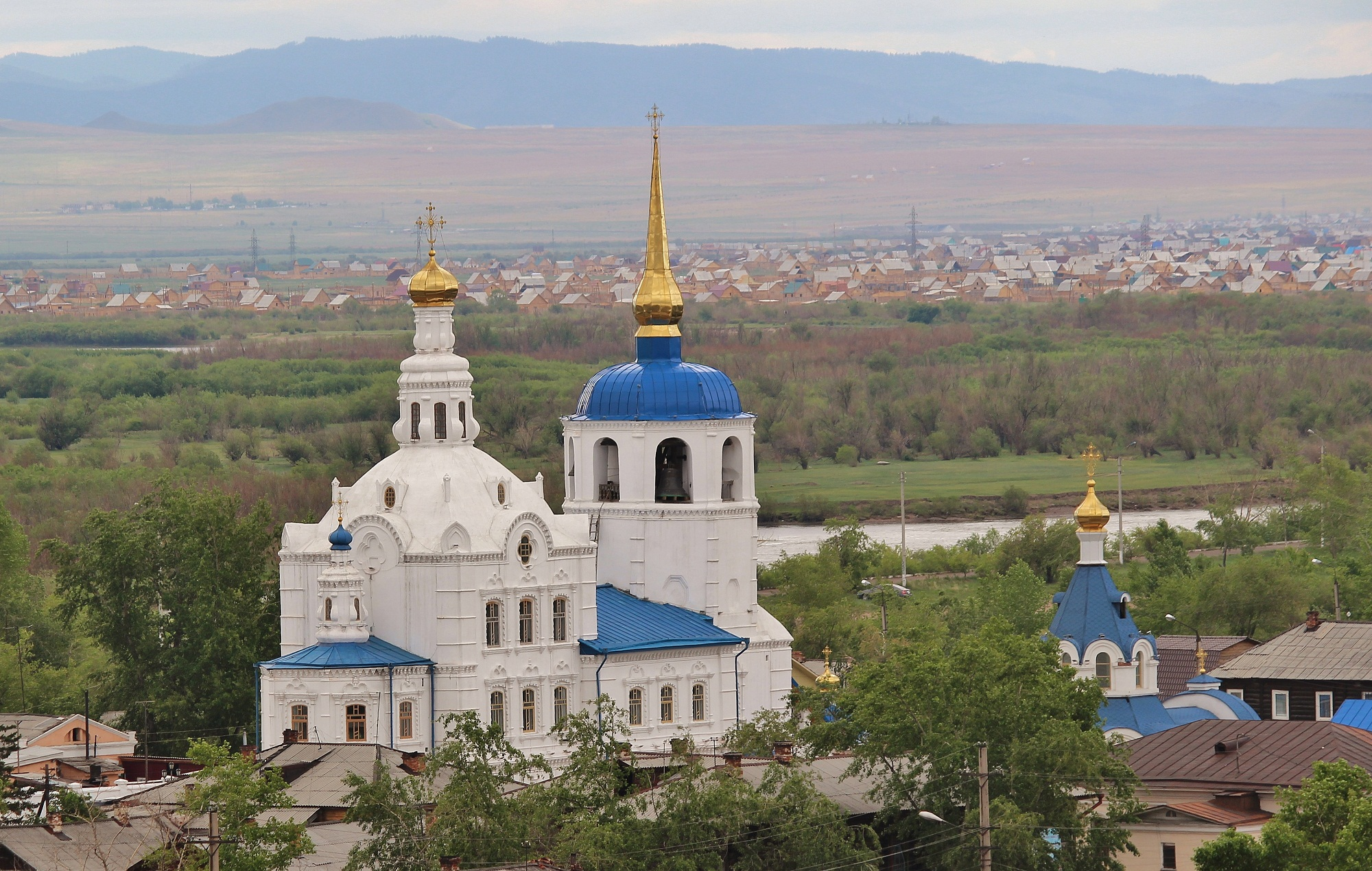
Cathédrale Odigitria d'Oulan-Oudé.